# Paul Belloni Du Chaillu
Vous lisez un « bon article » labellisé en 2016.
Pour les articles homonymes, voir Belloni.
Paul Belloni Du Chaillu, né le 31 juillet 1831 à Saint-Denis (La Réunion) et mort le 30 avril 1903 à Saint-Pétersbourg (Empire russe), est un explorateur, chasseur et naturaliste franco-américain.
Fils d'un négociant français qui ne le reconnaît pas et d'une mère mulâtre, n'ayant reçu aucune instruction scientifique, entretenant dans ses œuvres des légendes sur sa vie, ses origines, son âge, etc., Paul Du Chaillu effectue d'importantes explorations au Gabon, riches en découvertes notamment zoologiques, botaniques et ethnologiques, à partir des estuaires et des bras de mer de la côte.
Si la réalité et la qualité de ses travaux scientifiques sont aujourd'hui démontrées, ce n'était pas le cas de son temps, en raison de son habitude de romancer ses aventures, suscitant le doute dans la communauté scientifique de l'époque. Il est malgré cela le premier voyageur à observer de près le gorille, dans son milieu naturel, et à le chasser ;  l'identification scientifique de l'animal avait été proposée quelques mois auparavant à Boston.
Ce sont essentiellement ses écrits et ses nombreuses conférences qui le rendent célèbre, mais qui, aussi, discréditent ce vulgarisateur qui aime l'exagération, l'exubérance, le pittoresque et le lyrisme. La qualité scientifique de ses apports a été réévaluée à la fin du XXe et au début du XXIe siècle.

## Biographie
Du Chaillu, dont le nom est parfois écrit du Chaylion, est probablement né en 1831 à Saint-Denis (La Réunion) d'une mère mulâtre et d'un père immigré depuis la France métropolitaine pour faire fortune. En l'absence de tout acte d'état civil, son lieu et sa date de naissance sont établis par les dires de l'intéressé et par le recoupement avec la biographie de son père. À propos de la date, dans Voyages et Aventures en Afrique équatoriale (page 106), il précise qu'il fête son vingt-cinquième anniversaire, chez le chef Dayoko, le 31 juillet 1856. La biographie de son père, Claude-Alexis Eugène Duchaillut, indique que son lieu de naissance se situe dans l'île Bourbon (nom de La Réunion à l'époque).

### Origine

#### Son père: Claude-Alexis Eugène Duchaillut
Paul Du Chaillu évoque quatre fois son père dans son Voyages et Aventures…, dans la préface et au chapitre VII. Il le rejoint au Gabon en 1848. Les indigènes le nomment alors, en l'honneur de son père, Mona dee Chaillée (« fils de Chaillu »).

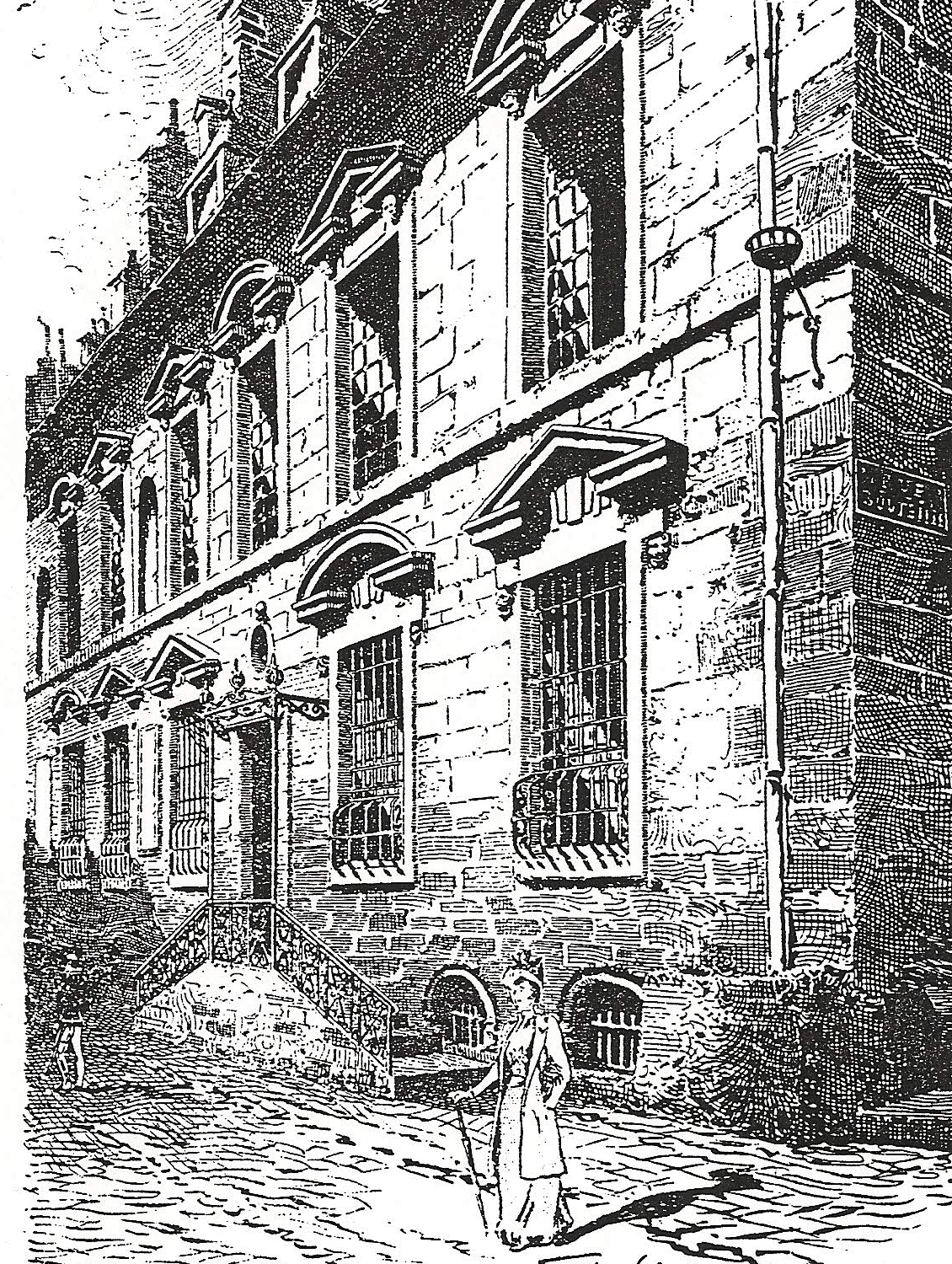
La rue des Granges à Besançon qui a vu naître Du Chaillu.

Claude-Alexis Eugène Duchaillut, qui se fait, plus tard, appeler Duchaillu, est né le 28 juillet 1800, rue des Granges à Besançon, d'une famille dont l'origine remonte à un tisserand de Mâcon, Étienne du Chelieu (1635-1682), qui épouse Marguerite Régnault le 19 février 1667 à Notre-Dame de Jussa-Moutier (aujourd'hui dans Besançon). Toute leur descendance jusqu’à Claude-Alexis, naît et meurt sur le territoire de la paroisse de la Madeleine à Besançon. Ainsi, toute origine liée à une famille huguenote exilée en Louisiane ou en Caroline du Nord aux États-Unis, n'est que légendaire. Annie Merlet, qui a étudié les documents paroissiaux et d'état civil, remarque, par ailleurs, que l'orthographe du nom n'y est pas constante et qu'il n'y existe aucun Belloni Du Chaillu.
Le père de Claude-Alexis est fripier, comme son grand-père, lequel demeure rue de l'Abreuvoir à Besançon. Les listes militaires de sa classe d'âge indiquent qu'en 1820 Claude-Alexis tire le no 149 et est libéré. Il s'engage pourtant dans l'artillerie de marine et part pour l'île Bourbon. Il y demeure en garnison plusieurs années avant d'ouvrir une chapellerie à Saint-Denis pour y faire rapidement — trop rapidement pour certains — fortune. Il est alors soupçonné de pratiquer clandestinement la traite.
Proche du mouvement des Francs-Créoles, Claude-Alexis va de procès en procès pour pratique de la traite, de 1827 à juillet 1830. Lors du renversement de Charles X, que le gouverneur Duval d'Ailly tente de garder secret, il parvient à s'emparer d'un journal échappé à la confiscation et en fait lecture devant une foule en délire de plus de 1 500 personnes. Des troubles éclatent alors à Saint-Denis. Le lendemain 30 octobre, il fait de même à Saint-Benoît, fabrique un drapeau tricolore et harangue la foule dans les rues.
Il ne cesse alors de conspuer le gouvernement, les jésuites et tout ce qui touche à la seconde Restauration. Après avoir été emprisonné à plusieurs reprises, il est mis sous surveillance. L'affaire des Deux-frères le fait bannir de l'île en 1831. En effet, le navire dont il est propriétaire, les Deux-frères, est arraisonné le 5 novembre 1830 au large de l'île Bourbon, avec à son bord 154 Noirs. Le capitaine du navire, un Arabe d'origine portugaise, jure avoir sauvé des naufragés au large du Mozambique. Les autorités forcent alors Duchaillu à rapatrier, à ses frais, les « naufragés » qui disparaissent mystérieusement.
À la suite du scandale, le Conseil privé fait bannir Charles-Alexis le 25 mai 1831. Ainsi que la loi l'autorise, il choisit d'être expulsé vers la France et abandonne ainsi la future mère de Paul. Il embarque le 5 juillet 1831 sur Le Navarin et arrive à Nantes à la fin du mois de décembre, puis rejoint Besançon. Dans un mémoire présenté au gouvernement en février 1832 (De l'île Bourbon, depuis les premières nouvelles de la révolution de juillet (28 octobre 1830)), il se pose en victime. Il est néanmoins débouté.

#### Sa mère
Neuf mois après le départ de son père, Paul naît à Saint-Denis, le 31 juillet 1831. L'absence du moindre document d'état-civil laisse penser qu'il est vraisemblable que sa mère ne l'a pas déclaré. Son père, lui, ne le reconnaît pas.
Sa mère est une mulâtresse, fille d'un Européen et d'une femme noire qui porte le nom de « Belloni » . Elle l'élève jusqu'à sa mort vers la fin des années 1830. L'enfance de Du Chaillu n’est pas connue et la date de son arrivée en France pour ses études reste incertaine. Le seul témoignage sur le sujet reste son Voyages et Aventures… où il écrit : « même dans ce grossier pays du Cap Lopez, être né d'une mère esclave est une défaveur qui retire à l'enfant une grande partie du respect et de l'autorité dont jouissent ses compagnons, et cela quoique cet enfant soit en réalité né libre, puisqu'il suit la condition de son père (p. 87) ».

### Jeunesse

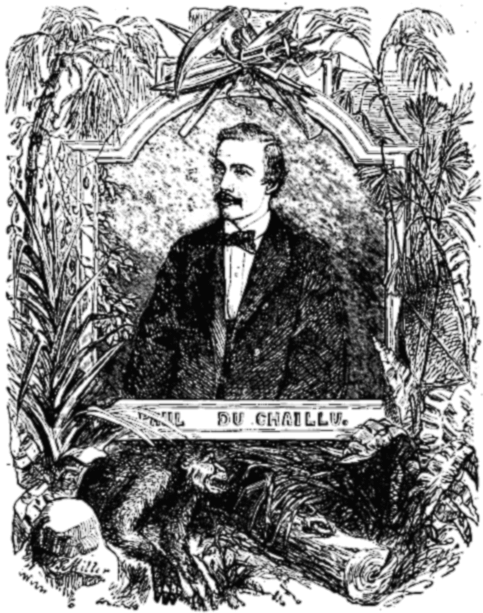
Portrait de Paul du Chaillu jeune.

Charles-Alexis Duchaillu revient à l'île Bourbon en février 1840 mais rien ne permet d'affirmer qu'il y ait rencontré son fils. Il se marie avec Marie-Julie Bréon et a sept esclaves à son service. De cette union naissent Eugénie (17 avril 1840) puis Julie (22 avril 1843), que leur père reconnaît. La famille, Paul y compris, quitte l'île à la fin de l'année 1843 après avoir vendu son luxueux mobilier et ses deux dernières esclaves. Annie Merlet suppose que le départ pour Paris et le financement des études de Paul doivent être l’œuvre de son père. En métropole, il est tenu à l'écart par sa famille bisontine.
En 1844, grâce à des relations d'affaires, Charles-Alexis s'installe au Gabon. Il publie à cette date son Projet d'un établissement à créer au Gabon, avec le concours des négociants, manufacturiers et capitalistes et fonde le Comptoir nantais du Gabon pour le développement de la culture de la canne à sucre, du café et pour l'exploitation forestière. Après trois campagnes infructueuses, l'entreprise fait faillite en 1847. Charles-Alexis devient alors directeur de la factorerie Lamoisse près du fort d'Aumale.
En 1846, Paul entre en apprentissage chez le taxidermiste Jules Verreaux qui, rapidement, apprécie son élève et l'engage à son service. Après un voyage de son père à Paris, fin 1847, et même si rien ne prouve que les deux hommes se soient rencontrés, Paul part pour le Gabon où il arrive en mai 1848. Il n'a pas encore 17 ans lorsqu'il rejoint les établissements Cousin et Duchaillu.
Son père, chargé de redresser la situation des établissements Lamoisse, est souvent absent et Paul demeure seul. Régulièrement, il rejoint la mission catholique puis sympathise avec le pasteur John Leighton Wilson et sa femme, Jane, à la mission américaine de Baraka. Il y trouve une famille de substitution et le pasteur demande aux missionnaires spiritains d'Okolo et aux presbytériens de Baraka de lui donner des cours comme s'il était son fils. En 1849, il le fait engager comme greffier du conseil commercial d'un comptoir mais, comme l'instance ne se réunit jamais, il travaille en réalité comme magasinier. Il ne satisfait pas ses employeurs et l'expérience prend fin rapidement. Elle donne lieu à la première attribution à Paul, dans un document officiel, du nom de son père.
De 1848 à 1852, Paul participe aux activités de son père et l'accompagne dans les prospections commerciales que ce dernier entreprend au Gabon. Jane, l'épouse du pasteur Wilson, lui apprend l'anglais et l'amitié avec le couple devient si grande, qu'il finit par s’installer chez eux. Il se convertit alors au protestantisme et tisse de nombreux liens avec des Mpongwe de son âge. Ceux-ci lui apprennent leur langue, le myènè. Paul étudie aussi leurs coutumes, leurs pratiques commerciales, leurs fêtes et assiste en 1848 aux cérémonies officielles en l'honneur de la proclamation de la Deuxième République ainsi, en 1849, qu'à celles de l'abolition de l'esclavage.
Avec son père ou avec les missionnaires américains, il visite l'île de Corisco et réalise des reconnaissances commerciales ou des parties de chasse sur les cours d'eau du Gabon. Il est alors missionné, sans doute par l'entremise de Jules Verreaux, pour des commandes zoologiques qu'il doit expédier en France. Si une première commande arrive bien à destination, une seconde sombre dans un naufrage.

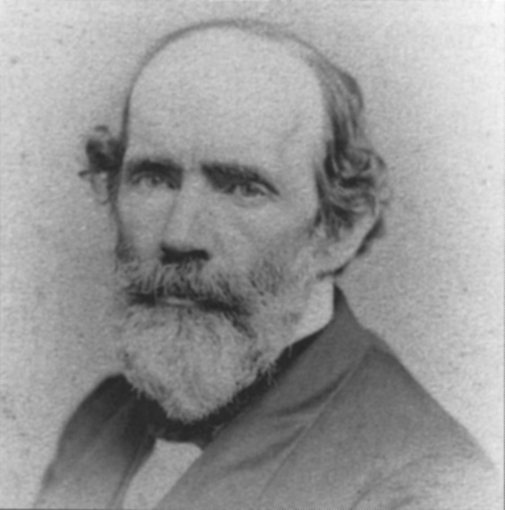
John Cassin, ami de Du Chaillu.

Fin 1851-début 1852, Paul fait un voyage à Paris pour s'expliquer sur la perte du second chargement et y rencontre Jules Verreaux. Il apporte, à titre de dédommagement, une nouvelle collection, mais les commanditaires s'avèrent intraitables et exigent le remboursement, ce qu'il ne peut faire. Il réside au 18, rue Martel, à Paris et envisage alors de revenir au Gabon et de s'y installer comme planteur de café et commerçant. Il écrit en ce sens une lettre au ministre de la Marine et des Colonies pour obtenir son soutien, en vain. Ne pouvant honorer ses dettes, il décide de s'enfuir aux États-Unis, tout en gardant l'entière estime de Verreaux qui loue sa droiture.
Revenu au Gabon, le pasteur Wilson facilite son départ pour les États-Unis et le recommande à un ami de New York. Ce dernier lui obtient dès son arrivée un poste de répétiteur de français dans un collège pour jeunes filles de bonne famille, la Carmel School. C'est à cette date (1852) qu'il adopte le nom de « Belloni Du Chaillu ». Il signe alors toutes ses lettres « P.B. Du Chaillu » et devient populaire en racontant dans des conférences ses périples africains. Il publie aussi des articles dans le New York Tribune et est remarqué par John Cassin, un ornithologue. Paul offre alors ses découvertes au Muséum des Sciences naturelles de Philadelphie et Cassin en fait systématiquement une description enthousiaste dans les Proceedings de l'Académie. Les deux hommes deviennent de grands amis. Cassin encourage alors Du Chaillu à entreprendre des expéditions scientifiques uniquement tournées vers les sciences naturelles, pour lesquelles il se charge de trouver les financements.
En 1855, Paul Du Chaillu fait une demande de naturalisation américaine dont on ne sait pas si elle a été agréée, aucun document sur le sujet n'ayant été retrouvé. Néanmoins, il se prétend, désormais, de nationalité américaine.

### Voyages au Gabon (1855-1865)

#### Premier voyage (1855-1859)

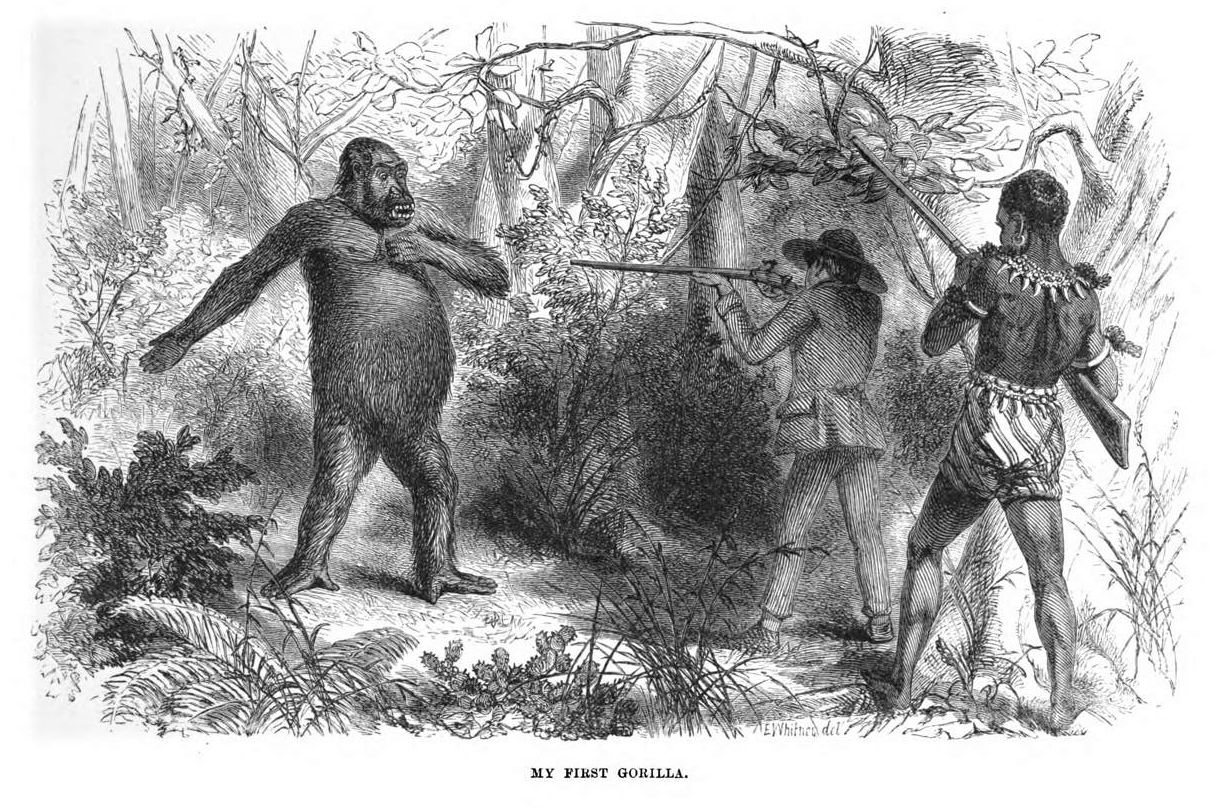
Paul Belloni Du Chaillu tue un gorille.

Paul Du Chaillu embarque pour le Gabon en octobre 1855 et arrive à Libreville en décembre 1855. Même s'il écrit que son père est décédé au Gabon en 1851, la vérité est que celui-ci est mort à la fin de 1855. Annie Merlet suppose qu'« une rupture s'était alors produite entre les deux hommes ».
Du Chaillu s'installe à la mission américaine de Baraka et se ré-acclimate à Libreville de janvier à fin avril 1856. Il dresse alors l'inventaire des spécimens d'histoire naturelle qu'il a récoltés aux alentours de Libreville et fait un premier envoi à l'Académie des sciences naturelles de Philadelphie.
Il entreprend un premier voyage chez les Orungu au cap Lopez où il peut observer les camps de regroupements et les cimetières d'esclaves. Parlant la langue, il prend de nombreux contacts locaux et rapporte du périple des itinéraires, des descriptions géographiques et ethnographiques, de nombreuses notes et expédie une deuxième collection à Philadelphie. Mi-juillet 1856, il part pour l'île de Corisco. Il remonte le Muni et ses affluents, rencontre quelques ethnies, et arrive en août 1856 au nord des monts de Cristal (dans les environs de l'actuelle Médouneu), chez les Fangs. Il les étudie et participe avec eux à des chasses à l'éléphant. Il rencontre aussi des Shiwa. Les pages qu'il écrit au sujet des Fangs, où il les décrit comme cannibales de manière pittoresque, proche du sensationnel, le discréditent longtemps auprès du milieu scientifique,.
De retour à Libreville en novembre 1856, il prépare son futur voyage jusqu'en février 1857. Il explore ainsi la lagune Fernan Vaz du 13 février 1857 au 1er juin 1859. Il est le premier explorateur à y venir dans un but uniquement scientifique. Il débarque ainsi du schooner La Caroline avec 128 mètres cubes de marchandises, ce qui laisse supposer qu'un certain commerce était pratiqué, même si officiellement elles devaient servir de monnaie d'échange.

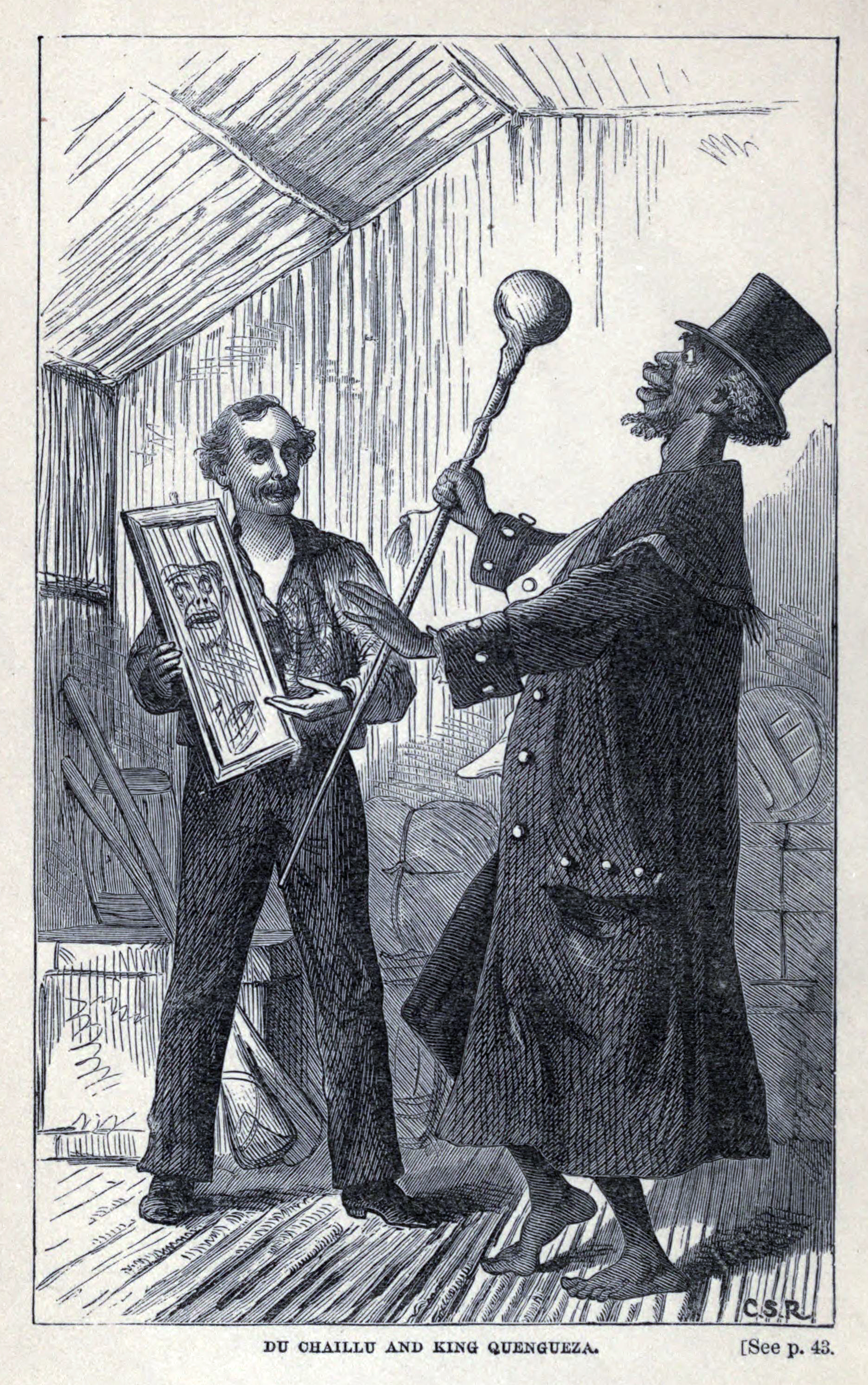
Du Chaillu et le roi Quengéza, extrait de The
Country of the Dwarfs.

Du Chaillu établit sa base, qu'il baptise Washington, chez le chef Rampano au carrefour de l'embouchure de la lagune Fernan Vaz, de la mer et du delta de l'Ogooué. Il s'agit d'un véritable petit village composé d'une dizaine de cases et de dépendances. Du Chaillu reçoit les différents chefs Nkomi et crée des liens d'amitié et de confiance. Les indigènes deviennent de véritables collaborateurs. Il peut ainsi explorer sans le moindre souci toute la zone s'étendant du delta de l'Ogooué et du lac Anengué jusqu’au cap Sainte-Catherine ainsi que la mer à l'extrémité du Rembo-Nkomi. Il effectue aussi ses premières chasses aux gorilles, aux autres singes, aux buffles et aux hippopotames et récolte une multitude d'oiseaux. Il serait ainsi le premier Occidental à voir, décrire, capturer et abattre des gorilles dans leur milieu naturel.
Après une année chez le chef Olenga Yombi, il accepte l'invitation du roi du Rembo-Nkomi, Quenguéza, de le rejoindre et sympathise immédiatement avec lui. Du Chaillu obtient d'être introduit chez certaines tribus inconnues. Il part ainsi, le 26 février 1858, pour la capitale de Quenguéza, Goumbi. Le roi tient promesse et Du Chaillu peut séjourner chez les Kele du chef Obindji et chez les Shira du roi Olenda. Il traverse la Ngounié et voit les chutes de Fougamou puis il atteint le territoire des Tsogo. Il parcourt ainsi plus de 800 kilomètres sur des terrains totalement inconnus et revient à sa base de Washington le 10 février 1859.
Il attend alors pendant quatre mois la venue d'un navire et peut enfin s'embarquer pour les États-Unis le 1er juin 1859. À son arrivée, il se rend chez le révérend Leighton Wilson, qui a quitté le Gabon, mais n'y reçoit pas l'accueil attendu. Il apprend aussi que John Cassin n'est pas satisfait de ses travaux et que les sommes dépensées ne se justifient pas. L'Académie des sciences de Philadelphie refuse absolument de financer une seconde expédition.

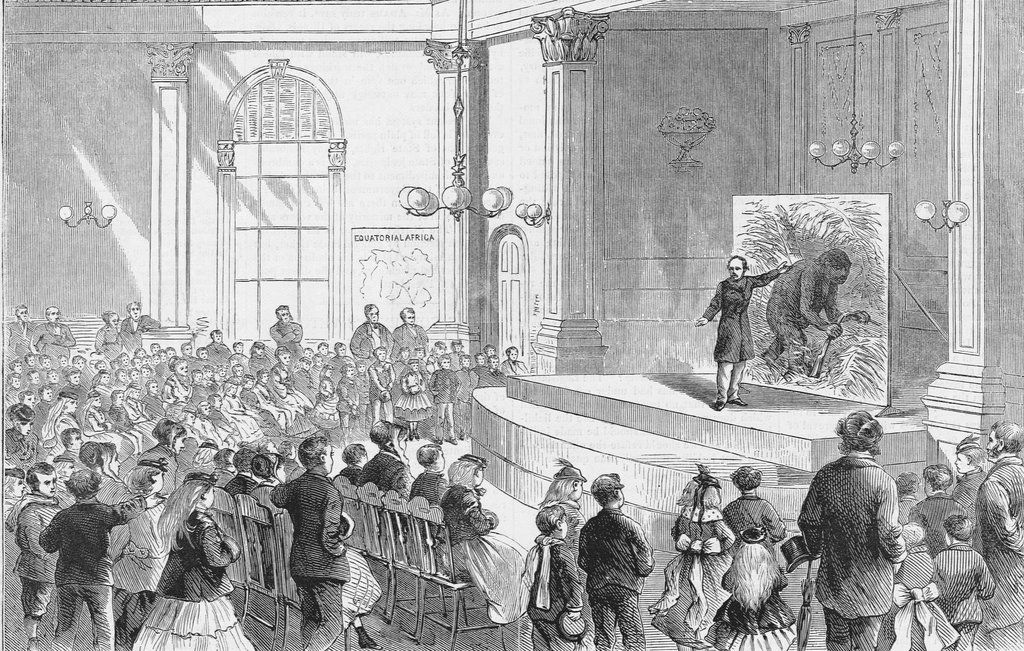
Conférence de Du Chaillu à Boston.

Nullement découragé, et malgré un différend avec Cassin et l'Académie qui dure jusqu'en mars 1860, l'Académie ne respectant pas ses promesses, Du Chaillu donne de nombreuses conférences et des interviews, écrit de nombreux articles et rédige en anglais son premier livre, Explorations and Adventures in Equatorial Africa, qui fait grande sensation auprès des universitaires, des sociétés savantes et des éditeurs. Après lecture d'une longue lettre de David Livingstone, il prend la parole devant l'American Geographical and Statistical Society le 6 juin 1860.

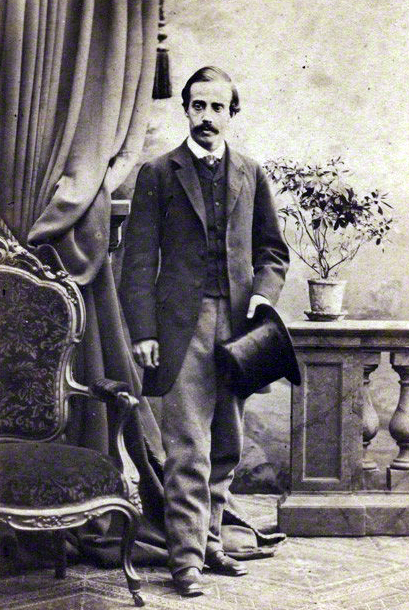
Du Chaillu vers 1860 par Antoine Claudet.

Son succès est immense. Il part alors pour Londres où il fait publier en 1861 son ouvrage chez Murray et, en deux ans, en vend plus de 100 000 exemplaires. Devenu riche, il vend une fortune le reste de ses collections au British Museum et, en 1861, est invité à participer à la conférence annuelle de la Royal Geographical Society, ce qui est une consécration suprême.
Pourtant, tout ceci ne va pas sans critiques. Le 20 mai 1861, Edward Gray attaque Du Chaillu dans le Times. Celui-ci répond deux jours plus tard ; c'est le début de vives polémiques qui, cependant, accroissent la célébrité de l'explorateur. Celui-ci remarque que le monde savant dont il ne fait pas partie le rejette. Ses descriptions ethnographiques sont attaquées, ses chasses au gorille remises en cause, un explorateur, Winwood Reade, est même envoyé enquêter au Fernan Vaz. Celui-ci revient témoignant que, si Du Chaillu est un bon chasseur, il n'a pu tuer un gorille, ce à quoi s'oppose l'amiral Fleuriot de Langle qui remet en cause l'enquête de Reade, basée, selon lui, uniquement sur des récits d'autres voyageurs.
Même la réalité du parcours de Du Chaillu est attaquée. Celui-ci en est fortement blessé. Le 2 juillet 1861, une conférence à la Société d'ethnographie tourne au pugilat ; le Times et le New York Times du 8 juillet la relatent longuement, en se rangeant du côté de l'explorateur.
Aux États-Unis comme en Europe, deux clans s'affrontent, celui de Gray et d'Heinrich Barth, opposés à Du Chaillu, et celui de Richard Owen et de Roderick Murchison, partisans du voyageur. En octobre 1862, le journal Punch publie un long poème satirique mettant en scène Grau, Owen et Du Chaillu. Ces polémiques expliquent qu'en 1867, Jules Verne écrive à son éditeur Pierre-Jules Hetzel : « J'ai fait avec ledit Duchaillu la traversée de Liverpool à New York ; or, il ne m'a pas pris du tout, avec ses conférences où il exhibait des grandes pancartes avec force singes. On ne l'a jamais gobé à Paris, et c'est tout au plus s'il est allé au Gabon, et encore s'il y est allé, je ne crois pas qu'il y ait vu d'autres singes que lui ».
La version française du livre de Du Chaillu paraît en 1863 chez Michel Lévy Frères sous le titre Voyages et Aventures en Afrique équatoriale. Elle ne provoque pas les mêmes émois que les précédentes. August Petermann, qui avait au départ suivi les critiques de Barth, fait amende honorable à l'occasion de la publication française de l'ouvrage et restitue le tracé initial du voyage.
Ainsi, en suivant pas à pas les itinéraires du voyageur sur une carte moderne au 1/200 000, malgré les jalousies, les critiques, les dénigrements et les diverses accusations de falsifications dont souffrit Du Chaillu en son temps, la véracité de ses découvertes et l'exactitude de ses relevés sont aujourd'hui prouvées.
Du Chaillu écrit dans la préface de son Afrique sauvage que ce sont toutes ces controverses qui l'ont décidé à entreprendre un deuxième voyage. Il apprend alors la cartographie et la photographie et se perfectionne au maniement des instruments de relevé. Il fréquente aussi le Jardin des Plantes et le Muséum d’histoire naturelle et négocie le compte rendu de son voyage dans le Bulletin de la Société de géographie de janvier-juin 1862.

#### Second voyage (1863-1865)

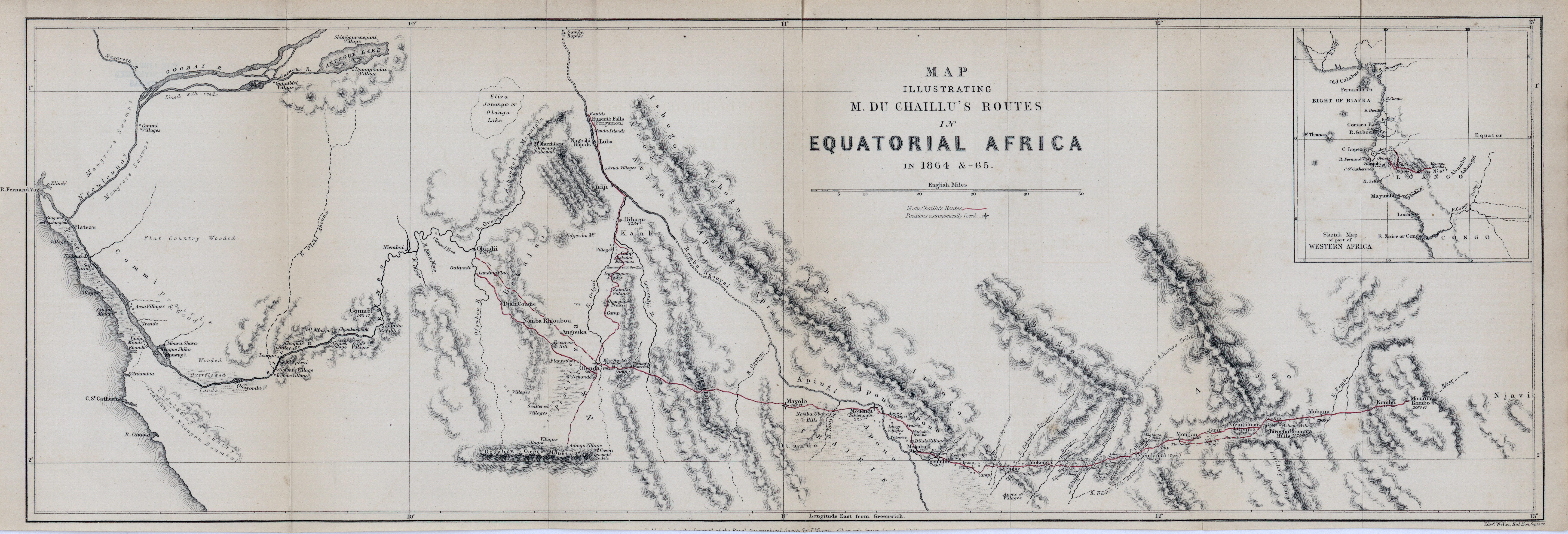
Itinéraire de 1864-1865 extrait de A journey to Ashango-Land, and further penetration into equatorial Africa (1874).

Itinéraire du second
voyage de Paul Belloni Du Chaillu (1864-1865) tracé sur une carte topographique moderne.

Poussé par les controverses à accomplir un second voyage, Paul Belloni Du Chaillu part de Gravesend en Angleterre sur le Mentor le 6 août 1863, il débarque à Fernan Vaz le 10 octobre 1863. La base de Washington n'existe plus et il en fonde alors une nouvelle, près de l'ancienne, qu'il nomme « Plateau ».
Le 18 août 1864, il expédie en Angleterre toutes les collections qu'il a amassées qui comprennent cinquante-quatre crânes humains, six peaux et sept squelettes de gorilles, une peau et deux squelettes de chimpanzés et 4 500 insectes.
Avec une flottille de pirogues, il part de la lagune Fernan Vaz le 14 octobre 1864 pour rejoindre son ami Quenguéza à Goumbi et rend visite avec lui aux Kele du roi Obindji. Il explore une plaine où vivent des Shira mais une épidémie de variole le bloque pendant cinq mois, de novembre 1864 à mars 1865. Quenguéza est obligé de le quitter et, sans sa protection, les relations commencent à se tendre avec les indigènes. Du Chaillu reprend sa marche vers l'est et atteint Mayolo le 24 mars 1865. Il y demeure deux mois puis vit chez les Punu du 30 mai au 10 juin et chez les Tsogo du 10 au 22 juin. Il passe l'Ouano le 23 juin 1865 et, du 23 juin au 24 juillet 1865, visite toutes les montagnes et les villages de Niembouai, Mongon, Niembouai-Olomba et Mobana. Vers Mongon, il rencontre des Pygmées puis traverse la rivière Bembo.

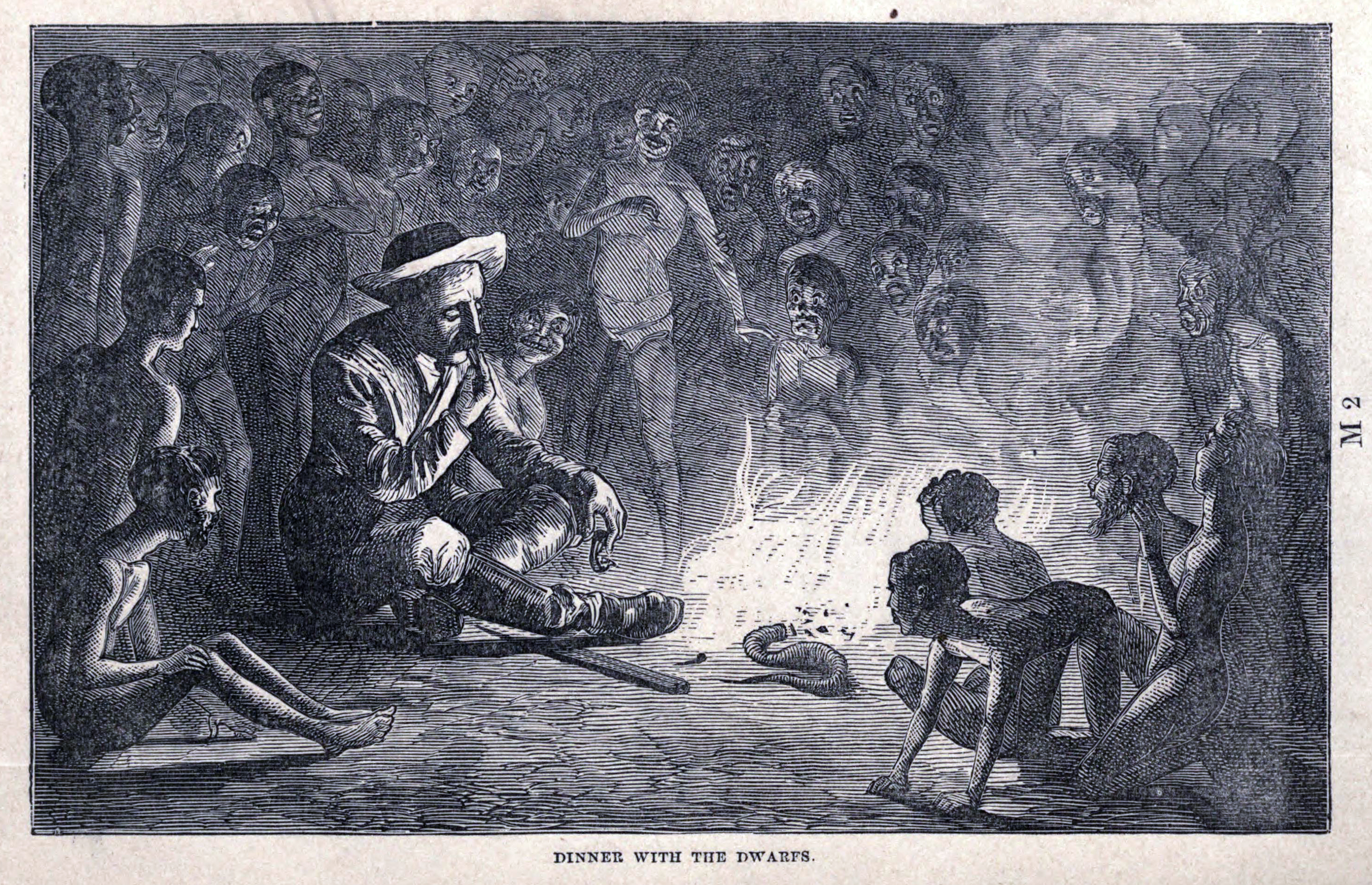
Repas de Du Chaillu chez les Pygmées, extrait de The Country of the Dwarfs.

De plus en plus en butte à des rébellions, abandonné par ses porteurs, épuisé, il continue cependant ses relevés géographiques et ethnologiques et garde toujours l'espoir de rejoindre le Tanganyika jusqu’à ce qu'un de ses hommes tue par accident deux villageois. La guerre est déclarée. Du Chaillu et ses hommes doivent fuir avec précipitation. L'explorateur perd alors toutes ses notes et ses photographies et parvient à revenir chez les Tsogo le 27 juillet. Il rejoint Quenguéza le 10 septembre et descend avec lui le Rembo-Nkomi. Il charge sur un convoi de pirogues les billes d'ébène que le roi a récoltées pour lui et il le quitte le 21 septembre 1865 à Goumbi. Après avoir rejoint sa base, il embarque  le 1er octobre 1865 sur La Maranée ; il est bredouille, ne conservant que son chargement d'ébène, ayant perdu tous ses bagages et ses collections. Il arrive en Angleterre au début de 1866.

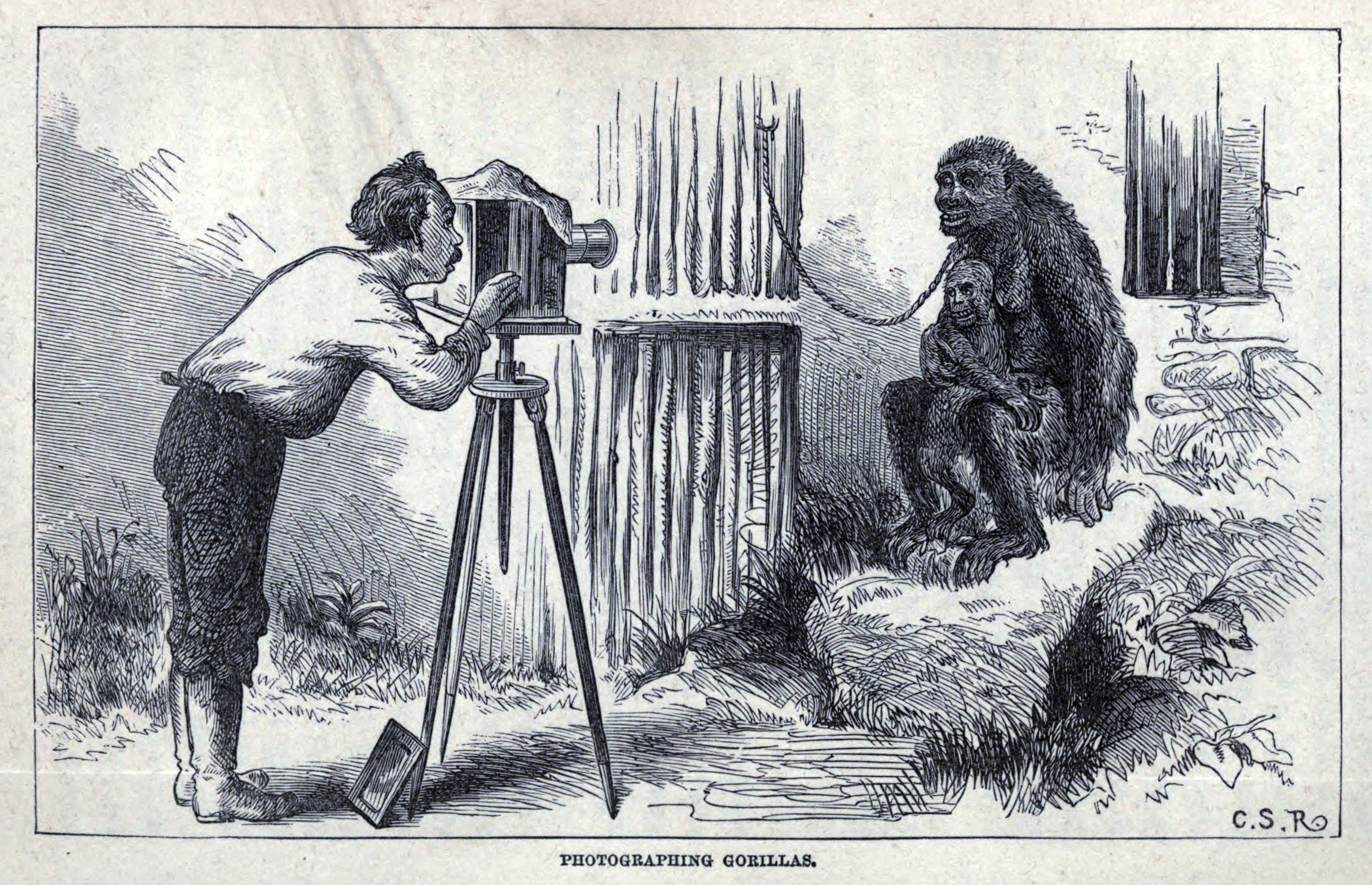
Du Chaillu photographiant un gorille durant son second voyage.

En 1867, Du Chaillu réside à Twickenham où il rédige L'Afrique sauvage (A Journey to Ashango-Land : and further penetration into equatorial Africa) qui est publié à Londres chez Murray et est traduit en français l'année suivante chez Michel Lévy Frères.
Le 10 avril 1867, il est à New York. L'édition américain de L'Afrique sauvage paraît fin avril chez D. Appleton & Co, ce qui lui vaut un long article élogieux du New York Times du 28 avril 1867. Du Chaillu fait de nombreuses conférences du 9 mai 1867 au 30 avril 1869 devant un public de plus en plus nombreux, impressionné par le côté théâtral et sensationnel de celles-ci.
Le 11 mai 1870, l’American Geographical and Statistical Society lui remet la médaille d'argent que lui a décernée la Société impériale de géographie de Paris.

### Voyage en Scandinavie (1871-1878) et recherches sur les Vikings

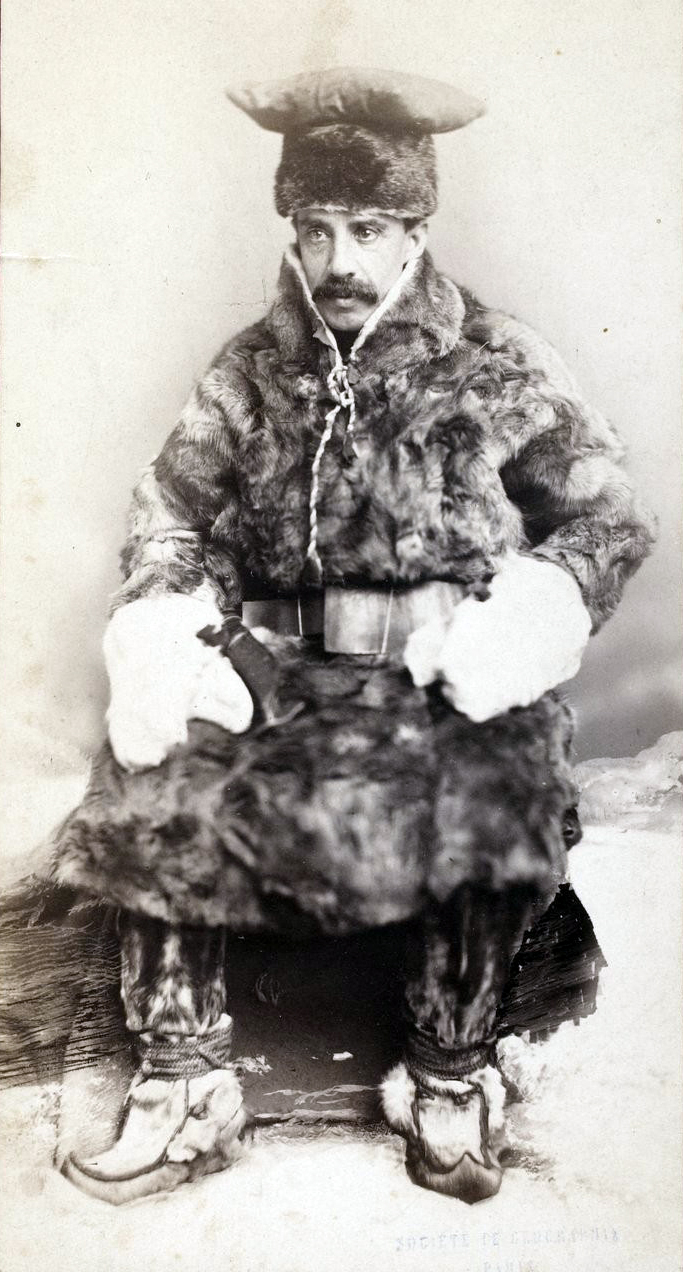
Du Chaillu en costume lapon.

En 1871, Paul Du Chaillu s'installe de nouveau en Europe et effectue de 1871 à 1878 plusieurs voyages en Scandinavie. Il mène alors des recherches sur les origines, les traditions, les mœurs et les coutumes des habitants de la Suède, de la Norvège, de la Laponie et du nord de la Finlande. Il est reçu par les rois de Suède et de Norvège.
Il fait paraître en 1881 à Londres The Land of the Midnight Sun (« Le pays du soleil de minuit »), un livre de 564 pages qui, selon Annie Merlet, ne se vend qu'à 8 000 exemplaires, mais qui, selon Hildor Arnold Barton, est « immensément populaire et largement traduit » et qui, à travers une mise en avant de paysages naturels, telle une Norvège « des fjords et des vallées », contribue à la promotion du tourisme en Scandinavie. Du Chaillu accuse toutefois son éditeur d'incompétence et, en 1900, en établit une version jeunesse.
Un autre ouvrage est publié directement en français, Un hiver en Laponie. Voyage d'hiver en Suède-Norvège, en Laponie et dans la Finlande septentrionale (Paris, 1884).

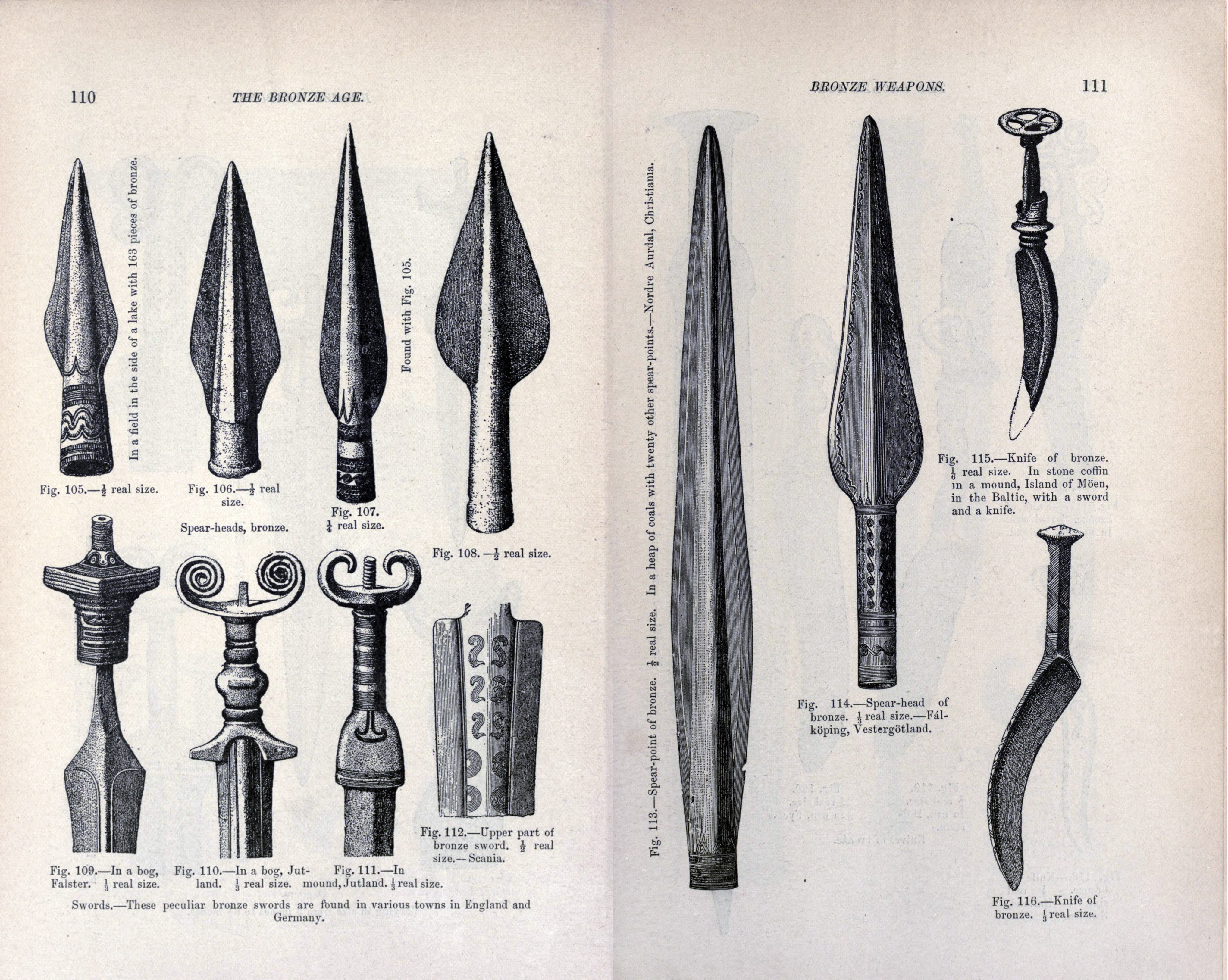
Deux pages de The Viking Age.

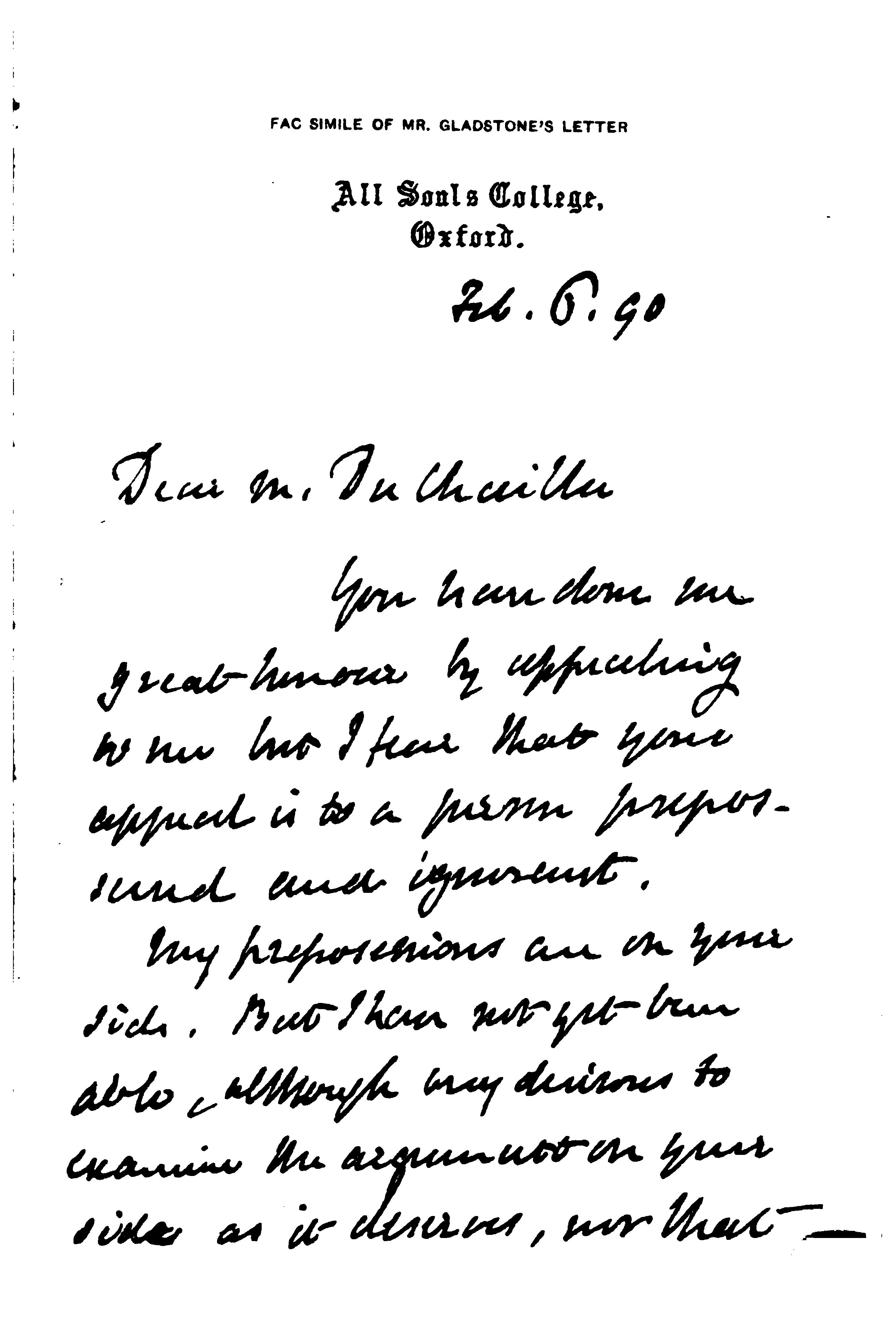
Fac-similé d'une lettre de soutien de William Ewart Gladstone dans Ivar the Viking.

En 1889, il publie chez Scribner's Sons The Viking Age, un ouvrage en deux volumes de 600 pages chacun avec cartes et 1 366 illustrations, où il s'attache à défendre l'idée que « l'âge des Vikings », leurs invasions, avaient commencé vers le IIe siècle, soit plus de cinq siècles avant leur datation habituelle vers le VIIIe siècle tardif et que les « Anglo-saxons » étaient en fait scandinaves. Il estime qu'il n'y a en fait jamais eu d'invasion saxonne de la Grande-Bretagne, cette dernière étant une fiction inventée par des érudits allemands. Ces thèses font l'objet d'une réception ironique, notamment de la part d'Edward Augustus Freeman, qui les trouvent « étonnantes voire amusantes »,. Un critique plus charitable, Daniel Kilham Dodge, note toutefois que si ces thèses sont généralement critiquées, elles n'occupent qu'une faible part de l'ouvrage, dont l'objet principal et l'intérêt consistent à avoir mis à la disposition des traductions de sagas et près de 1 500 illustrations sur le sujet, quand bien même en manquant parfois de discernement dans ses choix.
En 1893, Du Chaillu publie Ivar the Viking, une fiction où des éléments de sagas sont ré-élaborés pour illustrer ses thèses sur les invasions des Vikings. Du Chaillu s'y applique à faire revivre des mots de vieux norrois et à en suggérer la rémanence dans la langue anglaise.

### Fin de vie
Paul Du Chaillu vit à partir de 1881 à New York, au 220 East 17th Street, au 84 Clinton Place, à l'hôtel Malborough ou à celui de Normandie. Il demeure aussi parfois à Boston ou à Philadelphie et sympathise, au Jackass Club, avec Julian Hawthorne, le fils de Nathaniel Hawthorne ainsi qu'avec le peintre William E. Plimpton.
Homme mondain, il assiste entre autres au mariage de Marie Barnard et échappe même à un attentat raciste.
Affecté par la mort de son meilleur ami, le juge Daly, en 1899, il décide pour oublier son chagrin, d’étudier le russe pour partir explorer la Russie. S'il a soixante-dix ans, il n'en avoue que soixante-six et paraît physiquement encore jeune.
Correspondant spécial du New York Times, le 20 juin 1901, il part de New York pour Saint-Pétersbourg. Nicolas II le reçoit le 6 juillet 1902 et le 30 novembre, il obtient l'autorisation de visiter la prison d’État. Il s'installe au début 1903 à l'hôtel de France à Saint-Pétersbourg mais, le 30 avril, alors qu'il prend son petit-déjeuner dans la salle à manger de l'hôtel, il perd soudainement la vue.
Reconduit à sa chambre, un pasteur et un médecin sont avertis. À six heures de l'après-midi, il parvient à dire ses derniers mots à ses amis et, amené à l'hôpital Alexandre, il y meurt à onze heures du soir.
Son corps est embaumé et un service funèbre est célébré sur place le 2 mai en présence de nombreuses personnalités du monde entier. Alors qu'il est proposé de l'inhumer à Novo-Dievitchy, ses amis se cotisent et font transporter son corps sur le Consuelo. Débarquée à New York dans la nuit du 19 juin 1903, sa dépouille est exposée dans une chapelle ardente de l'entreprise Taylor's près du City College.

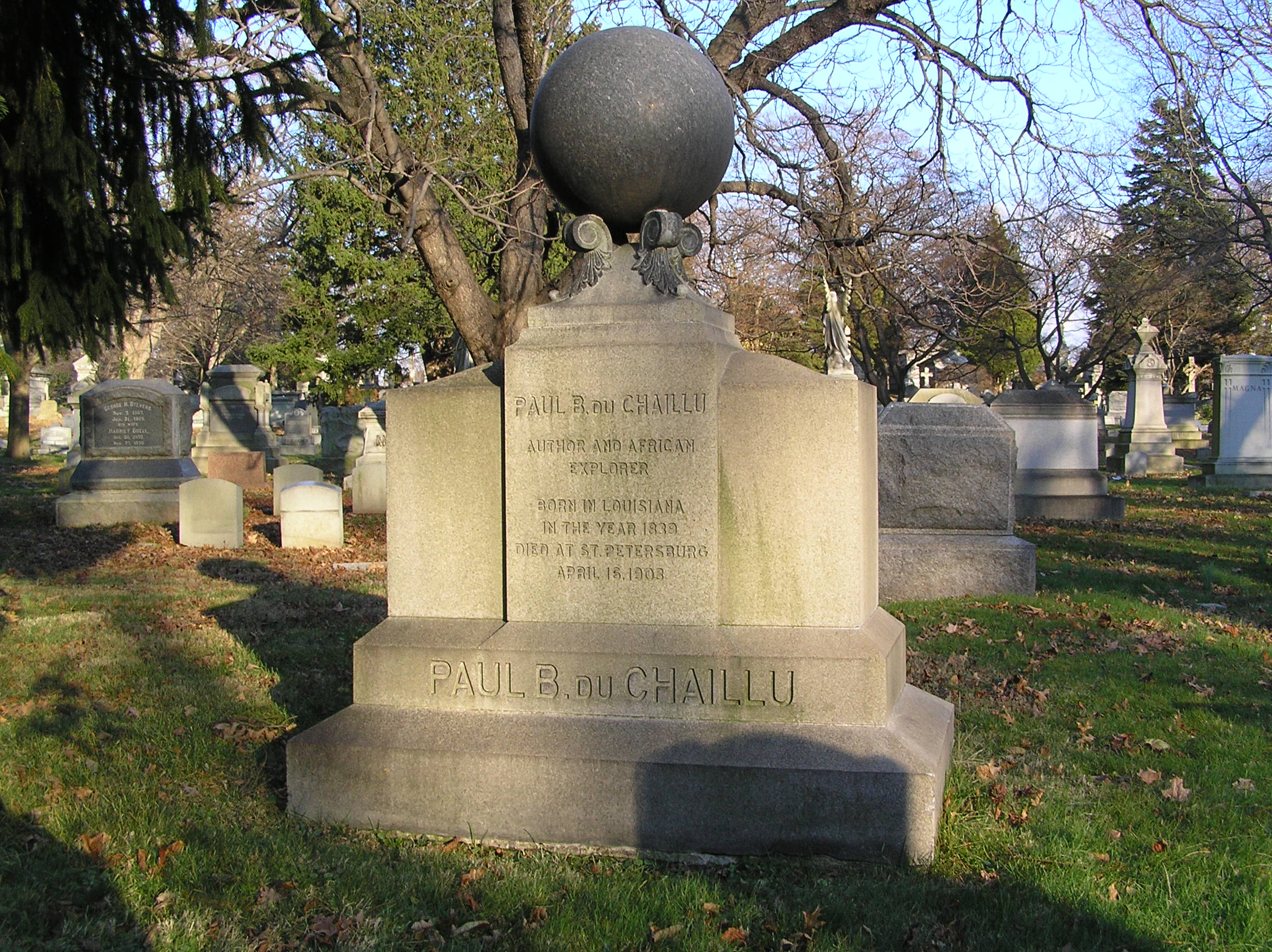
Tombe à Woodlawn Cemetery (New York).

Ses funérailles ont lieu le 24 juin 1903 à la Park Presbyterian Church en présence des représentants des sociétés de géographie américaines, scandinaves et russes, de la Société des auteurs des États-Unis, de la Société suédoise de chants et de nombreuses autres sociétés de toutes sortes. Son éloge funèbre est prononcé par le Dr Atterbury. Il est inhumé le lendemain au cimetière de Woodlawn.
Son exécuteur testamentaire, Henry R. Hoyt, constate que son ami est mort dans une extrême pauvreté, ne possédant que 500 dollars et aucun bien ; Du Chaillu a en effet dépensé 56 000 dollars dans ses fouilles des tumuli scandinaves. Il découvre aussi qu'il n'a plus de famille.
La date de sa mort (16 avril 1903), gravée sur sa tombe dans le cimetière de Woodlawn témoigne à elle seule de l’ambiguïté de sa vie. Rajeuni de huit ans (« Born in Louisiana in the year 1839 »), il y gagne une nationalité.
« AUTHOR AND AFRICAN EXPLORER » (« Auteur et explorateur africain »).

« Après une période de suspicion et surtout d'oubli à l'égard des observations étonnantes de Paul Du Chaillu, communément considérées comme plus ou moins exagérées (certaines le sont effectivement un peu), voire carrément inventées par pur souci de sensationnalisme journalistique (le bilan étant fait, il n'y en a finalement aucune qui puisse être ainsi considérée), on s'aperçoit que de multiples informations collectées à l'occasion de ces premiers contacts au Gabon sont en fait très cohérentes avec celles que les géographes, ethnologues, botanistes, zoologistes et autres spécialistes du XXe siècle ont pu recueillir bien longtemps après. […] Ce découvreur autodidacte disait donc vrai ! »

## L'homme de lettres

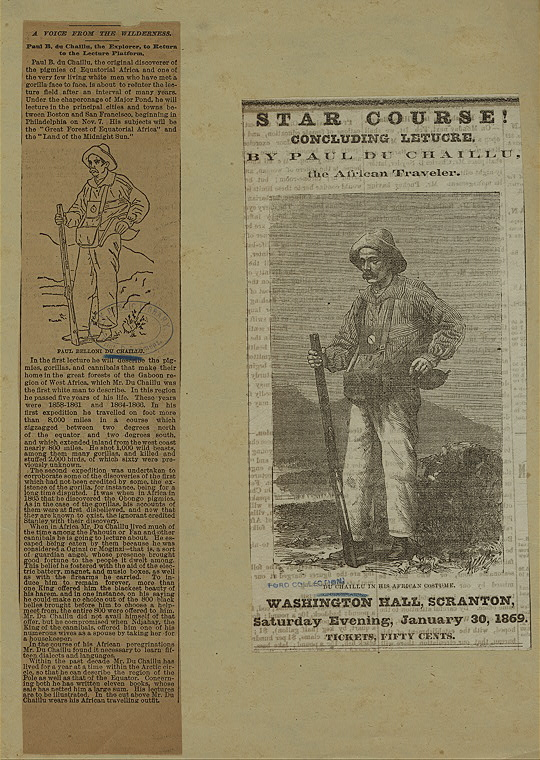
Conférence de Paul Du Chaillu à Scranton (Pennsylvanie) en 1869 (coupures de presse).

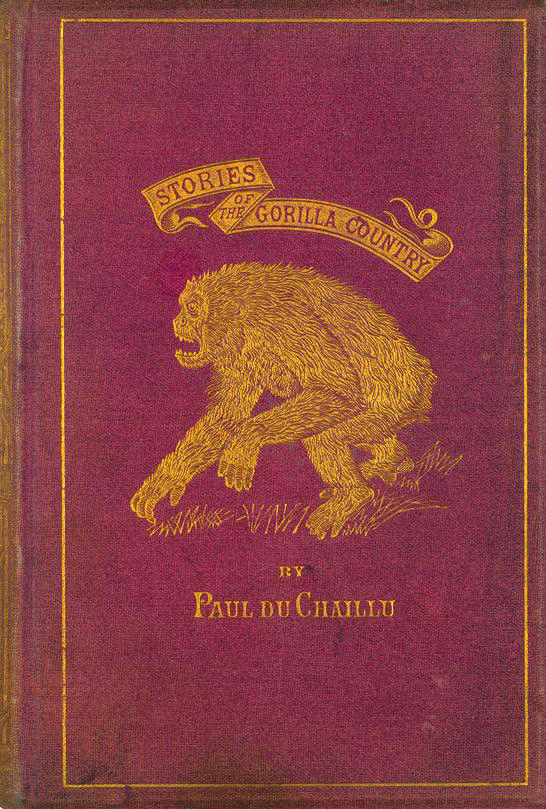
Couverture de Stories of the Gorilla Country: Narrated for Young People (1868).

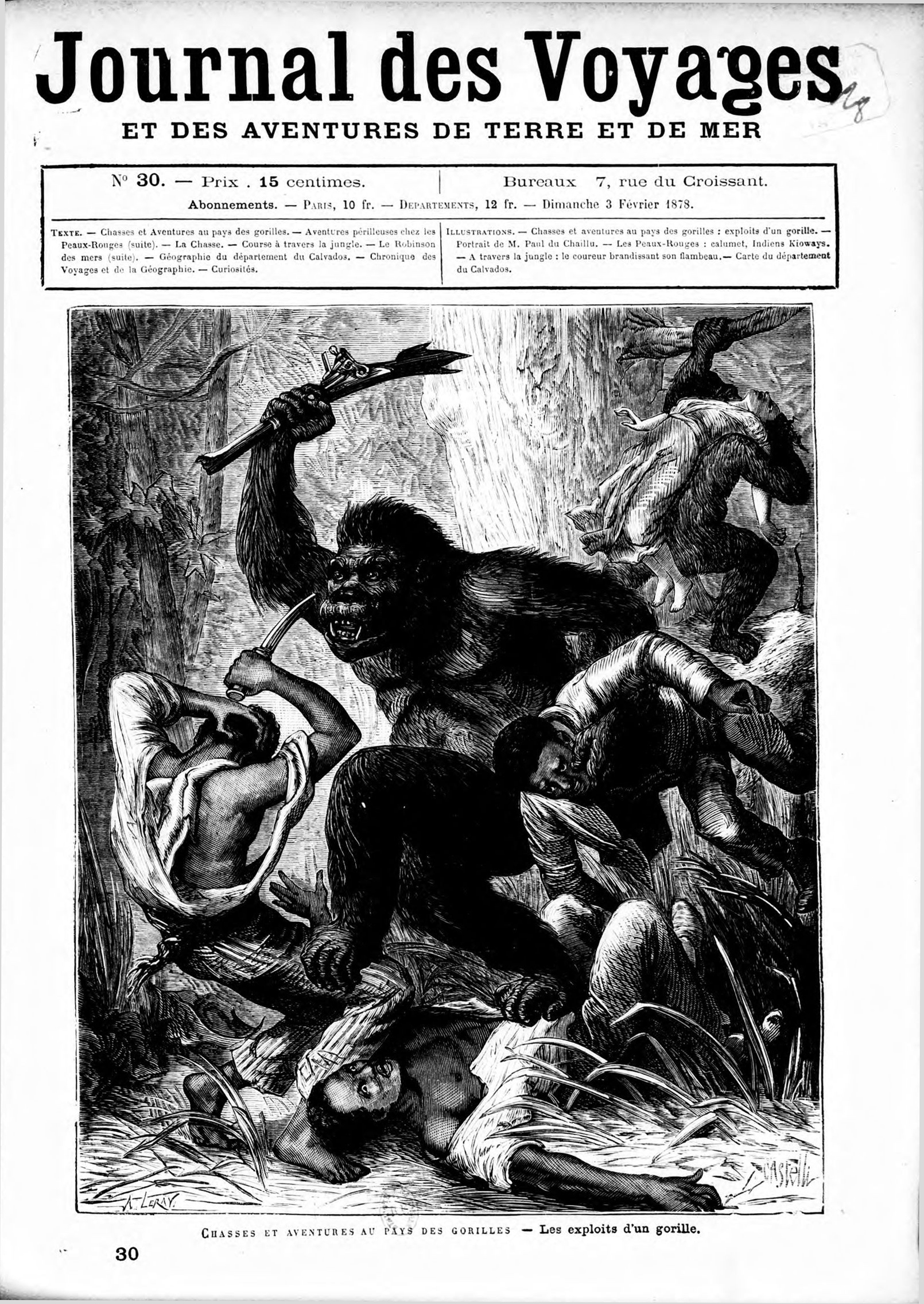
Couverture de la première livraison de la publication en feuilleton des récits de Du Chaillu dans le Journal des voyages (1878).

Conférencier prolifique et adulé, Paul Du Chaillu devient aussi écrivain pour enfants et publie de 1867 à 1872 chez Harper & Brothers à New York de nombreux ouvrages comme : Stories of the Gorilla Country: Narrated for Young People (1867), A Journey in Ashango land, and further penetration into Equatorial Africa (1867), Wild life under the Equator: Narrated for Young People (1869), Lost in the Jungle: Narrated for young people (1870), My Apingi Kingdom: With Life in the Great Sahara (1870) et The Country of the Dwarfs (1872).
Tous ces ouvrages obtiennent un important succès et nombre d'entre eux connaissent des éditions remaniées de 1874 à 1890 comme Adventures in the Great Forest of Equatorial Africa and the Country of the Dwarfs (1890), King Mombo (1902) et In African Forest and Jungle (1903).

### Publications
- En anglais :
  - [Descriptions] (en) « Descriptions of Five New Species of Mammals Discovered in Western Equatorial Africa », Proceedings of the Boston Society of Natural History, vol. 7,‎ 8 juin 1860 (lire en ligne)
  - [Explorations] (en) Explorations and Adventures in Equatorial Africa, Londres, Murray, 1861
  - (en) « Observations on the people of Western Africa », Ethnological Society of London, vol. 1,‎ 1861, p. 305-315
  - (en) « Second journey into Equatorial Western Africa », Royal Geographical Society, vol. 36,‎ 1866, p. 64-76
  - (en) A Journey to Ashango-Land and Further Penetration into Equatorial Africa, New York, D. Appleton, 1867 (lire en ligne)
  - (en) Wild Life under the Equator : Narrated for Young People, New York, Harper and Brothers, 1868 (lire en ligne)
  - (en) Stories of Gorilla Country : Narrated for Young People, New York, Harper and Brothers, 1869 (lire en ligne)
  - (en) Lost in the Jungle : Narrated for Young People, New York, Harper and Brothers, 1870 (lire en ligne)
  - (en) « Equatorial Africa, with an account of the Race of Pigmies », American Geographical and Statistical Society Journal, vol. 2,‎ 1870, p. 99-112
  - (en) My Apingi Kingdom : Wild Life in the Great Sahara, New York, Harper and Brothers, 1871 (lire en ligne)
  - (en) The Country of the Dwarfs, New York, Harper and Brothers, 1871 (lire en ligne)
  - (en) The Land of the Midnight Sun : Summer and Winter Journeys through Sweden, Norway, Lapland, and Northern Finland, with Descriptions of the Inner Life of the People, Their Manners and Customs, the Primitive Antiquities, etc., Londres, J. Murray, 1881. Lire en ligne : Volume 1 et Volume 2.
  - (en) The Viking Age, the Early History, Manners, and Customs of the Ancestors of the English-speaking Nations, Illustrated from the Antiquities Discovered in Mounds, Cairns, and Bogs, as well as from the Ancient Sagas and Eddas, Londres, J. Murray, 1889. Lire en ligne : Volume 1 et Volume 2.
  - (en) Adventures in the Great Forest of Equatorial Africa and the Country of the Dwarfs, New York, Harper & Brothers, 1890 (lire en ligne)
  - (en) Ivar the Viking, a Romantic History Based upon Authentics Facts of the Third and Fourth Centuries, New York, Charles Scribner's Sons, 1893
  - (en) The land of the long night, New York, Charles Scribner's Sons, 1899
  - (en) The World of the Great Forest : How Animals, Birds, Reptiles, Insects Talk, Think, Work, and Live, New York, Charles Scribner, 1900 (lire en ligne)
  - (en) King Mombo, New York, Charles Scribner's Sons, 1902 (lire en ligne)
  - (en) In African Forest and Jungle, New York, Charles Scribner's Sons, 1903 (lire en ligne)
- En français :
  - « Résumé des voyages effectués de 1856 à 1859 dans l'Afrique équatoriale occidentale », Bulletin de la Société de Géographie,‎ janvier-juin 1862, p. 133-147
  - [Voyages] Voyages et aventures dans l'Afrique équatoriale, Paris, Levy Frères, 1863
  - « Second voyage de Paul Du Chaillu dans l'Afrique équatoriale », Annales des Voyages, t. 2,‎ 1866, p. 56-71
  - « Le pays d'Ashango », Annales des Voyages, t. 3,‎ 1867, p. 257-290
  - [L'Afrique sauvage] L'Afrique sauvage. Nouvelles excursions au pays des Ashangos, Paris, Levy Frères, 1868
  - « Ethnologie de l'Afrique Équatoriale », Annales des Voyages, t. 1,‎ 1868, p. 313-326
  - L'Afrique Occidentale - Nouvelles aventures de chasse et de voyage chez les Sauvages  Paris Michel Levy Frères  1875
  - Le Pays du soleil de minuit, voyages d'été en Suède, en Norvège, en Laponie et dans la Finlande septentrionale, Paris, C. Lévy, 1884

## «Guerres du gorille» autour de Du Chaillu
La publication en 1861 des Explorations donne lieu à un ensemble de polémiques, tant vis-à-vis de Du Chaillu qu'entre scientifiques, collectivement appelées les « guerres du gorille ».

### Critiques de Du Chaillu

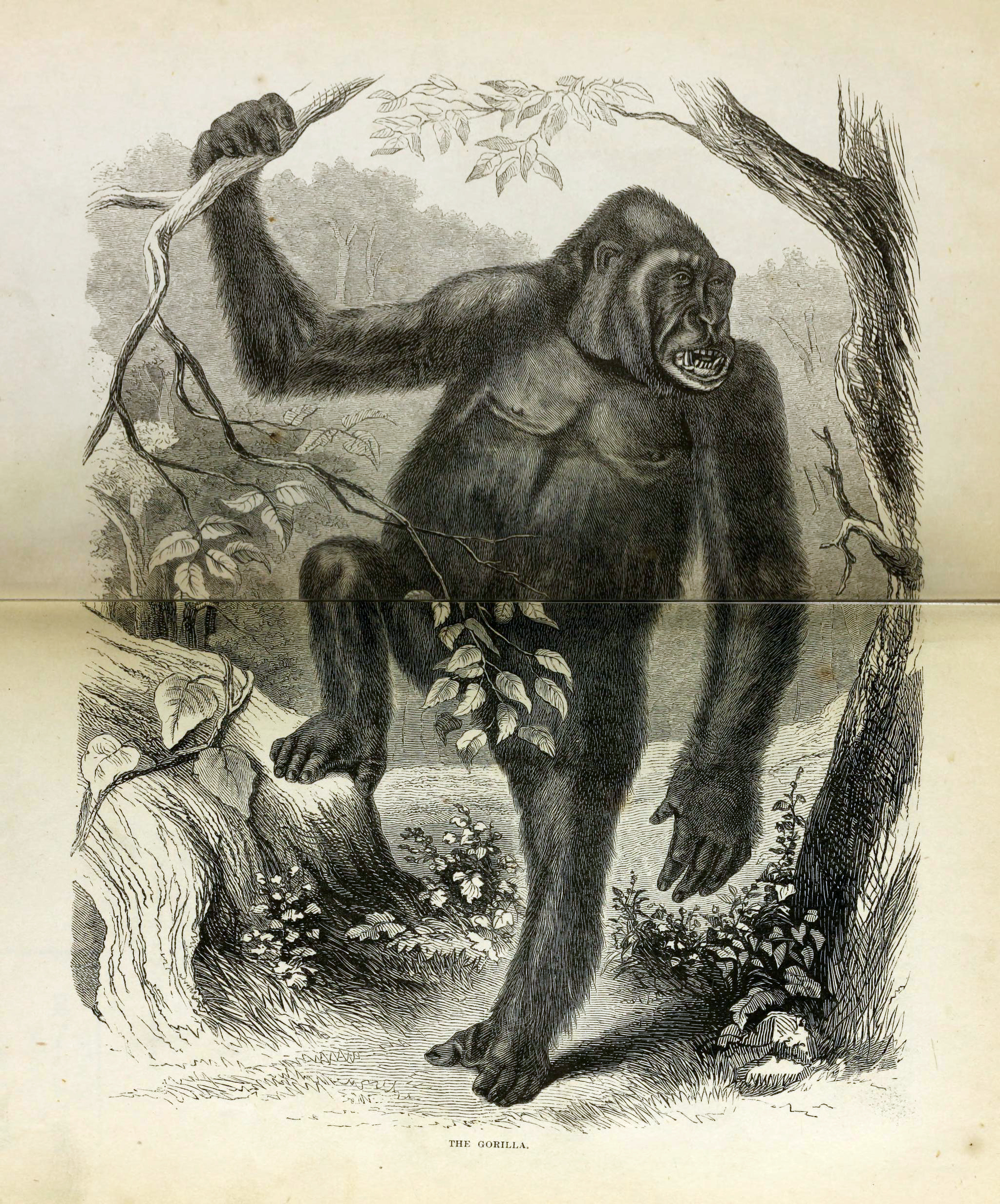
Le frontispice des Explorations, taxé par John Edward Gray d'être un plagiat.

Selon Stuart McCook, les controverses suscitées par la publication en 1861 des Explorations and Adventures in Equatorial Africa sont en partie dues à la nature hybride de l'ouvrage, qui est censé être en même temps un récit de voyage personnel et une analyse scientifique. À titre d'exemple de cette contradiction, il cite deux passages relatifs au gorille.

Dans le premier, Du Chaillu raconte sur le mode dramatique sa rencontre avec un gorille : 

« Devant nous se tenait un immense gorille mâle [...] presque six pieds de haut, un corps immense, une gigantesque poitrine, de grands bras musculeux, de grands yeux d'un gris profond, une expression diabolique sur le visage, semblant sorti d'une vision de cauchemar, tel se tenait devant nous le roi de la forêt africaine [...] Ses yeux commencèrent à briller d'une lueur furieuse, tandis que nous restions immobiles, sur la défensive [...] Il me faisait penser à rien de moins qu'à une créature sortie d'un rêve infernal, un être d'un ordre hideux, mi-homme, mi-bête [...] Et là, tandis qu'il hurlait et se frappait la poitrine avec rage, nous tirâmes et le tuâmes. »

Dans le passage suivant, au contraire, Du Chaillu cherche, selon McCook, à « utiliser un style narratif scientifique pour renforcer la validité scientifique de ses découvertes » :  

« Tous les traits du gorille, spécialement ceux du mâle, sont exagérés, sa tête est plus longue et plus étroite ; le cerveau est en arrière ; la crête sagittale est d'une taille immense ; les mâchoires, très proéminentes, expriment une grande puissance ; la cavité même du cerveau est marquée par une immense crête occipitale. Mais le reste du squelette du gorille se rapproche beaucoup plus de celui de l'homme que de celui d'aucun singe. Après un examen attentif des faits ostéologiques mentionnés ci-dessus, après avoir examiné attentivement le gorille vivant et sa manière de se déplacer, je suis arrivé à la conclusion que le gorille est, de tous les singes anthropoïdes, le plus proche de l'homme. »

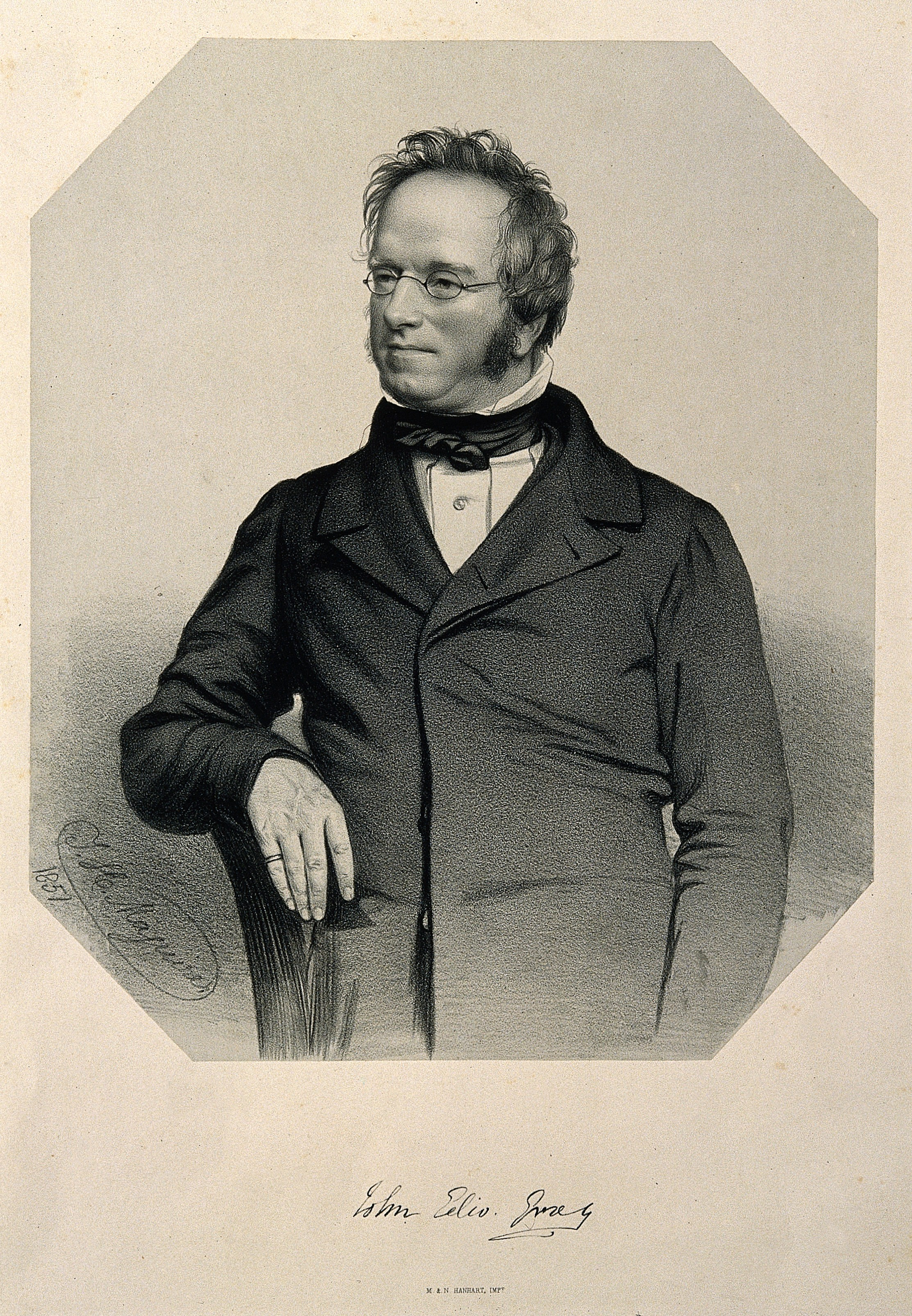
John Edward Gray, opposant de Du Chaillu.

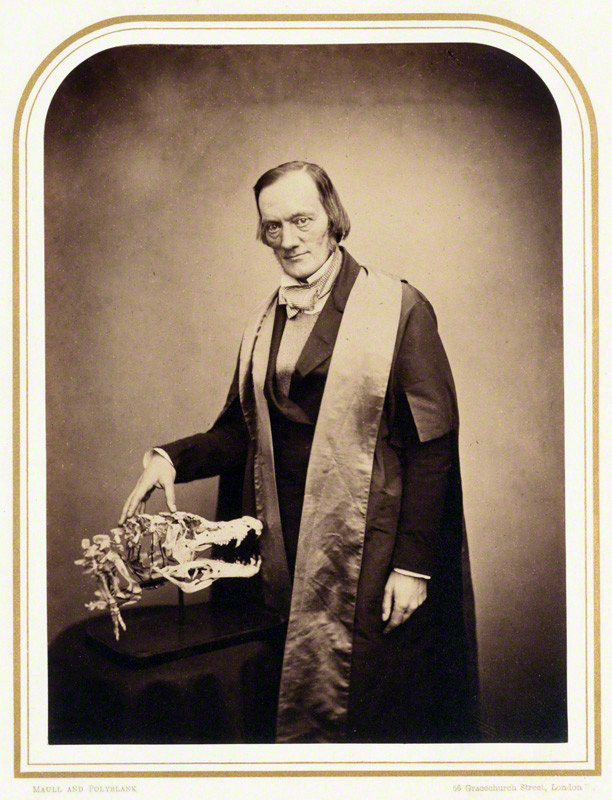
Richard Owen, partisan de Du Chaillu.

Dans une lettre à l'éditeur de la revue Athenaeum, John Edward Gray, le conservateur de la collection zoologique du British Museum, conteste la compétence scientifique de Du Chaillu. Dans une première lettre, en mai 1861, il conteste tant la crédibilité du livre que l'autorité de Du Chaillu en tant que témoin. Il estime que le gorille n'a rien de nouveau, que « tous les musées d'Europe en ont un spécimen », que le livre de Du Chaillu est « plein d'histoires improbables » et que les illustrations en sont « copiées d'images préparées dans ce pays pour représenter d'autres espèces, sans crédit d'auteur ». Gray conteste également les « vingt espèces de quadrupèdes » que Du Chaillu prétend avoir découvertes, estimant que la plupart sont déjà nommées ailleurs, ce sur quoi un commentateur renchérit ironiquement dans la Natural History Review : « tout homme pense que ses oies sont des cygnes ».
Dans une autre communication, Gray relève que Du Chaillu classe les reptiles parmi les mammifères et suggère que la manière dont les gorilles de ce dernier sont empaillés indique qu'ils « ne peuvent l'avoir été loin à l'intérieur des terres, car personne n'aurait adopté une méthode offrant tant d'inconvénients et si dangereuse si les peaux devaient être portées sur de grandes distances à dos d'homme, et même à proximité des côtes il aurait été préférable que les peaux soient étalées à plat et laissées à sécher des deux côtés avant d'être emballées dans un faible volume, comme c'est l'usage dans les bonnes collections ».
Dans une lettre au Times, Gray démontre que deux illustrations des Explorations and Adventures in Equatorial Africa plagient un article d'Étienne Geoffroy Saint-Hilaire publié trois ans plus tôt et prétend qu'une troisième, représentant le squelette du gorille, est imitée d'une photo prise par Roger Fenton pour le British Museum.
Gray n'est pas le seul à critiquer Du Chaillu. Dans une contribution à l'Athenaeum en septembre 1861, un négociant américain nommé Walker, ayant manifestement connu Du Chaillu au Gabon, conteste plusieurs de ses affirmations : bien que Du Chaillu ait prétendu parler plusieurs langues et que son livre comporte une annexe énumérant les noms des nombres dans l'une d'elles, il ne connaît qu'une demi douzaine de mots et ladite liste a été fournie par un interprète ; les effrayants monceaux d'os et de crânes dont Du Chaillu rapporte la présence dans les villages des cannibales Fan n'existent pas ; ses affirmations sur la méchanceté et l'indomptabilité du jeune gorille sont fausses, Walker lui-même ayant possédé un jeune gorille domestiqué que connaissait Du Chaillu ; Walker  et d'autres personnes  de sa connaissance « doutent fortement que M. Du Chaillu ait tué ou ait jamais assisté à la tuerie d'un gorille » ; quant aux distances parcourues et aux directions prises par Du Chaillu, elles doivent être prises avec circonspection, Du Chaillu ayant voyagé sans des instruments dont il n'aurait pas su se servir. Au total, selon Walker, « M. Du Chaillu s'est rendu coupable de plusieurs affirmations incorrectes — en fait, son livre contient autant d'erreurs et d'incohérences qu'il y a de paragraphes. En outre, il déborde de vanité, si bien que, pris dans son ensemble, il est difficile de dire si son auteur, dans sa tentative d'en imposer au monde scientifique, voire de le tromper, montre plus de fausseté ou d'ignorance ».
Selon une recension publiée par la Natural History Review en juillet 1861, les défauts du récit de Du Chaillu s'expliquent par « des notes imparfaitement prises, ainsi que les effets d'une imagination plutôt vive et d'une mémoire pas très parfaite ». Selon le même auteur, Du Chaillu ne saurait être un « naturaliste scientifique » ; s'il a pu « sentir le souffle d'un serpent sur son visage » ou ranger des tortues parmi les mammifères, il est « sans nul doute un voyageur vigoureux et un conteur attrayant, mais manque du savoir et de la sobriété d'un homme de science » ; et il ne saurait non plus être considéré comme un « voyageur scientifique », car il n'a « fait aucune observation, qu'elle soit astronomique, barométrique, météorologique ou thermométrique ». Nonobstant, ce critique absout Du Chaillu de l'intention de tromper son lecteur, en considérant que ses erreurs « sont de la sorte que quiconque ayant désiré tromper aurait évité ».
L'explorateur et naturaliste anglais Charles Waterton estime que « les aventures [de Du Chaillu] avec le gorille sont trop sensationnelles et fausses […] Je suspecte fortement que ce voyageur n'est qu'un négociant resté sur la côte ouest de l'Afrique et probablement impliqué dans le rapt de nègres ».
En Allemagne, Heinrich Barth, qui suit les controverses de Londres, estime que « si l'on peut reconnaître à l'ouvrage de M. Du Chaillu un véritable intérêt comme récit et anecdotes de voyage, on ne peut lui attribuer la valeur à laquelle il prétend, d'un ouvrage scientifique et pouvant réellement servir à l'avancement des connaissances géographiques positives ».
Synthétisant ces différentes critiques, Stuart McCook estime que les mensonges ou exagérations de Du Chaillu ont sapé son autorité de témoin sur des aspects qui auraient normalement dû être acceptables par la communauté scientifique, en particulier ceux concernant la découverte de nouvelles espèces, la suspicion à l'égard de l'observateur entraînant une remise en cause de ses observations.

### Polémiques entre scientifiques

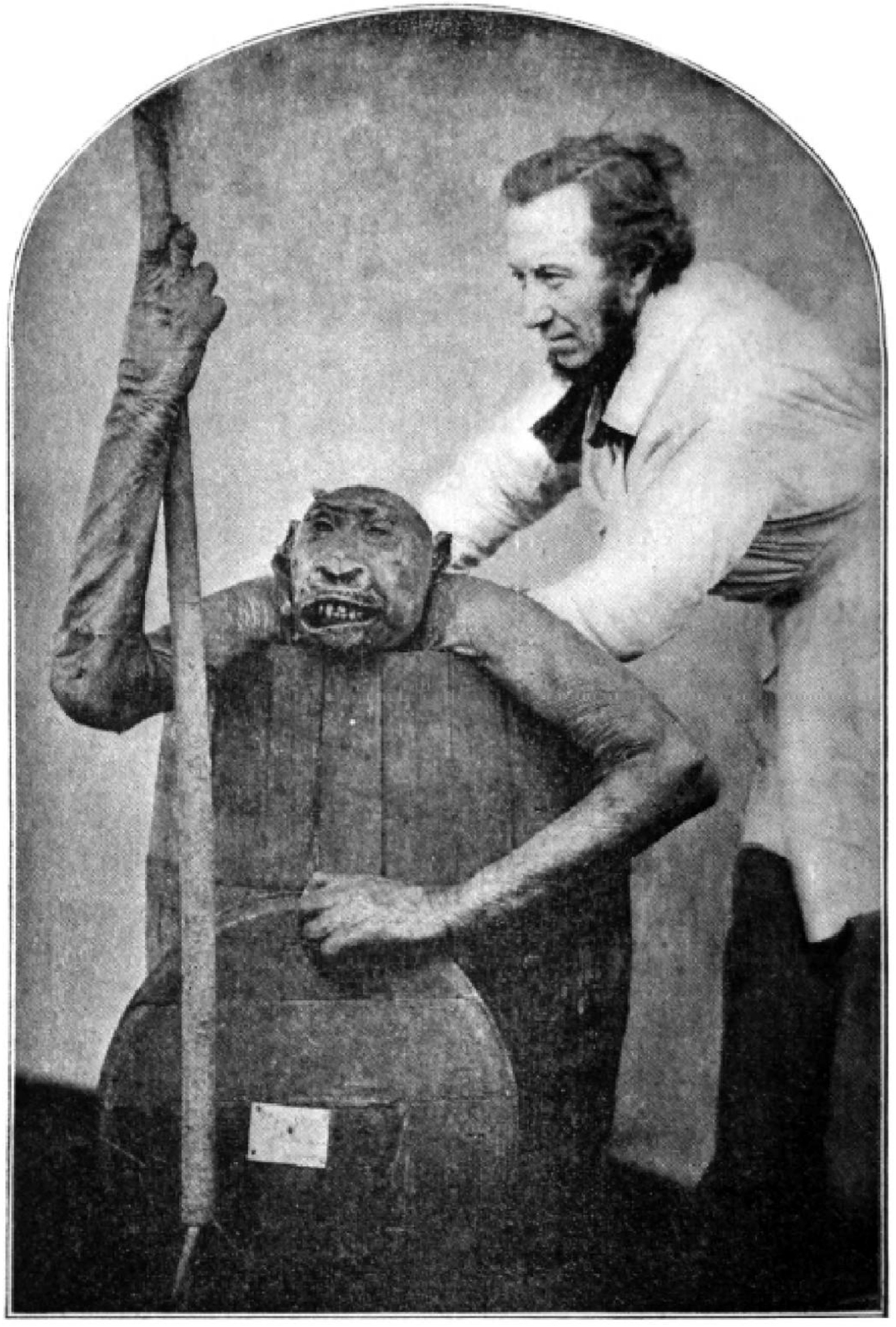
Le taxidermiste Abraham Dee Bartlett posant en 1858 devant un gorille en saumure collecté par Savage et offert par Wyman.

La critique du livre de Du Chaillu se développe dans le contexte de polémiques entre scientifiques anglais et s'en nourrit. Comme le note Joel Mandelstam, la polémique autour de Du Chaillu s'inscrit dans le contexte de polémiques sur le « chaînon manquant ». Elle est de peu postérieure à la découverte du crâne de Néanderthal en 1856 et intervient dans le contexte de débats entre partisans d'une proximité entre l'homme et les grands singes, représentés notamment par Thomas Henry Huxley et partisans d'une différence radicale, dont en particulier Richard Owen, alors superintendent du British Museum of Natural History. Les remous autour de la publication de l'ouvrage de Du Chaillu, qui fait notamment référence à la question de la classification zoologique du gorille, viennent s'insérer dans ce débat sur la relation entre le gorille et l'homme. L'existence au Gabon d'une « espèce nouvelle d'orang », Troglodytes gorilla, a été établie en 1847 par le missionnaire Thomas S. Savage et l'anatomiste américain Jeffries Wyman, auquel Savage a transmis les ossements de cet animal « remarquable par sa taille, sa férocité et ses habitudes »,. Comme le note John Miller, la description du gorille dans la première littérature scientifique à son sujet est caractérisée par les « tropes gothiques » que l'on reprochera à Du Chaillu : « le gorille de Savage est terrifiant et hyperbolique, sa « férocité indescriptible » et ses « cris horribles » accentuent sa physionomie excessive : les « machoires énormes » et la lèvre inférieure pendante révèlent une bouche béant horriblement au lecteur »,. Owen lui-même utilise en 1859 des formulations peu scientifiques comme « l'expression horrible et diabolique » ou « les yeux verts brillants de rage » du gorille. Il se lie d'amitié avec Du Chaillu dès décembre 1860 à l'époque où ce dernier lui écrit qu'il désire« placer [s]es spécimens du gorille et d'autres singes africains entre [les] mains [d'Owen] pour toutes études qu'il jugera opportunes ». Une conférence de Du Chaillu, en mars 1861, à la Royal Society est ainsi suivie, le lendemain, d'une conférence d'Owen sur « Le gorille et le nègre » et la publication dans les colonnes de l'Atheneum d'un article consacré à sa conférence, illustré de dessins de crânes d'homme et de gorille, donne lieu à une longue réponse de Huxley, évoquant la « magnifique collection de M. Du Chaillu ». Il est également élu comme membre par la Royal Geographical Society dont le président, Roderick Murchison, apprécie particulièrement le fait que les communications de Du Chaillu viennent confirmer ses propres thèses sur l'existence d'une chaîne de montagnes en Afrique centrale. Comme le note Mandelstam, Du Chaillu est encore alors « un personnage respectable du monde académique » ayant « constitué une magnifique collection » et auquel des sommités comme Huxley et Owen n'hésitent pas à se référer.
La situation change après la publication en mai 1861 du livre de Du Chaillu. Certes, Murchison en fait une recension favorable, où il considère que l'auteur « a grandement contribué à la connaissance de la faune de l'Afrique du sud [sic], mais il nous a aussi convaincu, par des descriptions claires et vivantes, qu'il a été un témoin oculaire, d'aussi près qu'il est possible de l'être, des mœurs du gorille, dont il s'est révélé être l'assaillant victorieux  autant qu'il est possible de le faire ». Mais la perception de la valeur scientifique du livre de Du Chaillu se dégrade rapidement après la publication des critiques de Gray. Les deux principaux scientifiques qui prennent la défense de Du Chaillu sont Murchinson et Owen, dont, selon McCook, la propre crédibilité scientifique se trouve compromise par la mise en cause de celle de Du Chaillu.
Lors de la réunion annuelle de la Royal Geographical Society, tenue peu de temps après la publication des premières critiques de Gray, Murchinson, tout en s'appuyant sur l'autorité morale d'Owen pour asseoir la crédibilité de Du Chaillu, défend la « véracité substantielle » des descriptions de Du Chaillu, tout en affirmant que ce dernier « n'a jamais prétendu être un homme de science ». Un article de l'Athaneum réfute immédiatement cette défense : « les opinions favorables de Sir Roderick ne résolvent pas les singulières contradictions de date dans le livre de M. Du Chaillu. Les plaidoiries amicales, quelle qu'en soit l'importance, ne permettent pas à un homme d'être en même temps à deux endroits distants ».

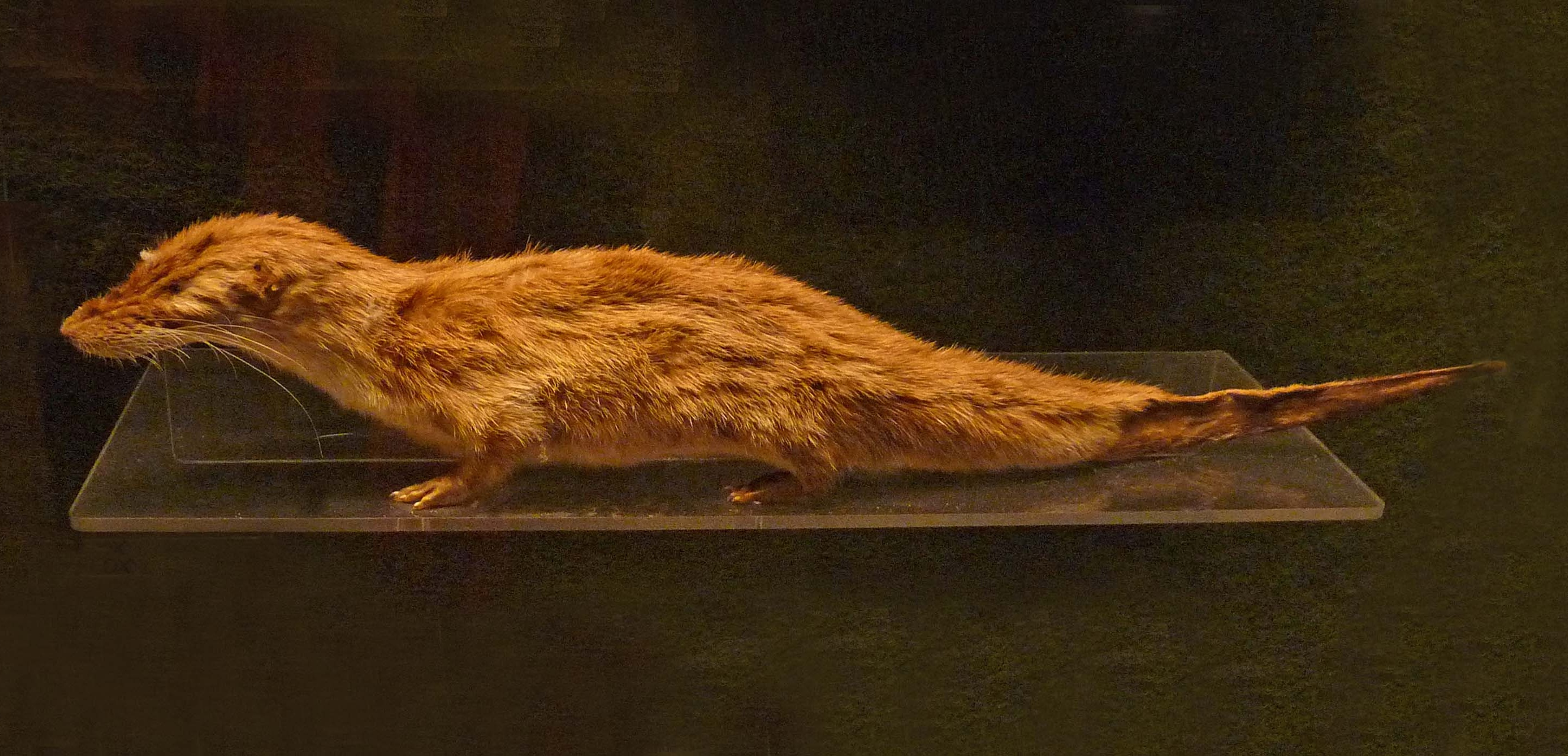
Potamogale velox, espèce décrite par Du Chaillu.

En juin 1861 intervient une épreuve de force entre Owen et Gray. Owen, qui est le supérieur hiérarchique de Gray, informe ce dernier pour lui rappeler que Du Chaillu a proposé de vendre au British Museum sa collection d'animaux empaillés. Il laisse à Gray 24 heures pour expertiser cette dernière. Dans le délai, Gray répond que la collection est dans un état déplorable après avoir été présentée dans plusieurs musées européens : par exemple il manque les oreilles d'une des pièces maîtresses, une rare antilope, mangées par les souris et les cafards, dont les sabots ont également disparu. Owen répond que Du Chaillu avait conservé les sabots mais accepte de les vendre également. Finalement, Owen l'emporte, la collection est achetée en juillet à Du Chaillu pour la somme alors importante de 600 livres ; Gray enrage et fait valoir que la collection comporte, entre autres, la seule peau d'un animal ressemblant à une loutre, que Du Chaillu prétend appartenir à une espèce inconnue qu'il aurait découverte et baptisée Potamogale velox, mais pour Gray il s'agit d'une erreur grossière et il propose d'appeler l'animal Mythomyx velox, pour en souligner la nature mythologique,. La description et la classification de Du Chaillu s'avèreront pourtant ultérieurement exactes.
Six semaines plus tard, Gray trouve le moyen de se venger du coup de force d'Owen, avec l'assistance de l'Atheneum. Lors de l'assemblée annuelle de la British Association for the Advancement of Science, Owen soumet une communication sur le gorille, où il fait l'éloge des collections acquises à Du Chaillu,. Gray écrit une lettre au président de la section zoologique, dans laquelle il fait valoir que le gorille dont la peau a été vendue au British Museum a été tué d'une balle dans le dos, et non de face, comme Du Chaillu l'avait raconté dans une page particulièrement frappante de son livre. Il informe Owen que la lettre sera publiée dans l'Athaneum. Owen répond de manière détaillée que Gray se trompe et invoque à l'appui de sa thèse le témoignage d'un chasseur distingué, Sir Philipe Egerton, allant jusqu'à affirmer que l'affirmation que le gorille n'a pas été abattu de face doit être rangée dans la même catégorie que « bien d'autres affirmations visant le caractère et la réputation de M. Du Chaillu ». Mais il ignore que le même numéro de l'Athaneum, qui rapporte sa polémique balistique avec Gray, publie également le témoignage de Walker. Après cette publication, Owen s'abstient de soutenir à nouveau publiquement Du Chaillu. Huxley, qui a suivi le débat, en conclura qu'« aussi longtemps que le récit de Du Chaillu restera dans son état actuel de confusion non expliquée et apparemment inexplicable, il ne pourra faire aucune prétention d'autorité sur quelque sujet que ce soit. Il se peut que ce soit vrai, mais ce n'est pas prouvé ».

## Découvertes
Paul Belloni Du Chaillu a découvert plusieurs espèces d'oiseaux, de quadrupèdes et d'insectes lors de ses voyages. Il a aussi découvert des peuples.

### Espèces découvertes et décrites
Les collectes de Du Chaillu sont impressionnantes. Elles comprennent 2 000 oiseaux, 100 quadrupèdes et 4 500 insectes. Elles sont toujours conservées dans les musées de Philadelphie, de Boston et de Londres. Malgré les nombreuses espèces nouvelles découvertes, seules quelques-unes lui ont été dédiées ou portent son nom, les dénominations étant attribuées par les naturalistes qui les décrivent, du Chaillu n'en ayant décrit que quelques-unes. Il faut attendre la fin du XXe et le début du XXIe siècle pour que des chercheurs, voyageant sur ses traces, puissent faire reconnaître tout ce que la science lui doit.
- Potamogale velox[Chaillu 18]
- Syncerus caffernanus[86]
- Agis duchaillui[87]
- Duchailluia (genre)[88]
- Genetta fieldiana[Chaillu 19]
- Anomalurus beldeni[Chaillu 20]
- Troglodytes calvus[Chaillu 21]
- Koolakamba[Chaillu 22]
- Sciurus minutus[Chaillu 23]
- Funisciurus duchaillui[89]

Trente-neuf espèces nouvelles d'oiseaux sont décrites dans les Proceeding of the Academy of Natural Sciences of Philadelphia de 1855 à 1865, l'Académie s'enrichissant de 240 espèces dont :
- Buccanodon duchaillui[90]
- Andropadus virens[91]
- Andropadus curvirostris[91]
- Andropadus latirostris[91]
- Muscicapa sethsmithi[91]
- Agelastes niger[91]
- Anthoscopus flavifrons[91]
- Pholidornis rushiae[91]
- Parmoptila woodhousei[91]
- Himantornis haematopus[91]
- Canirallus oculeus[91]
- Bostrychia olivacea[91]
- Lobotos oriolinus[91]
- Guttera plumifera[91]
- Merops breweri[91]
- Malimbus racheliae[91]
- Calao pygmée[91]

### Peuples découverts
Patrick Mouguiama-Daouda dresse la liste des peuples découverts par Du Chaillu.
- Shira
- Punu
- Sangu
- Nzebi
- Tsengi
- Obongos

## Postérité

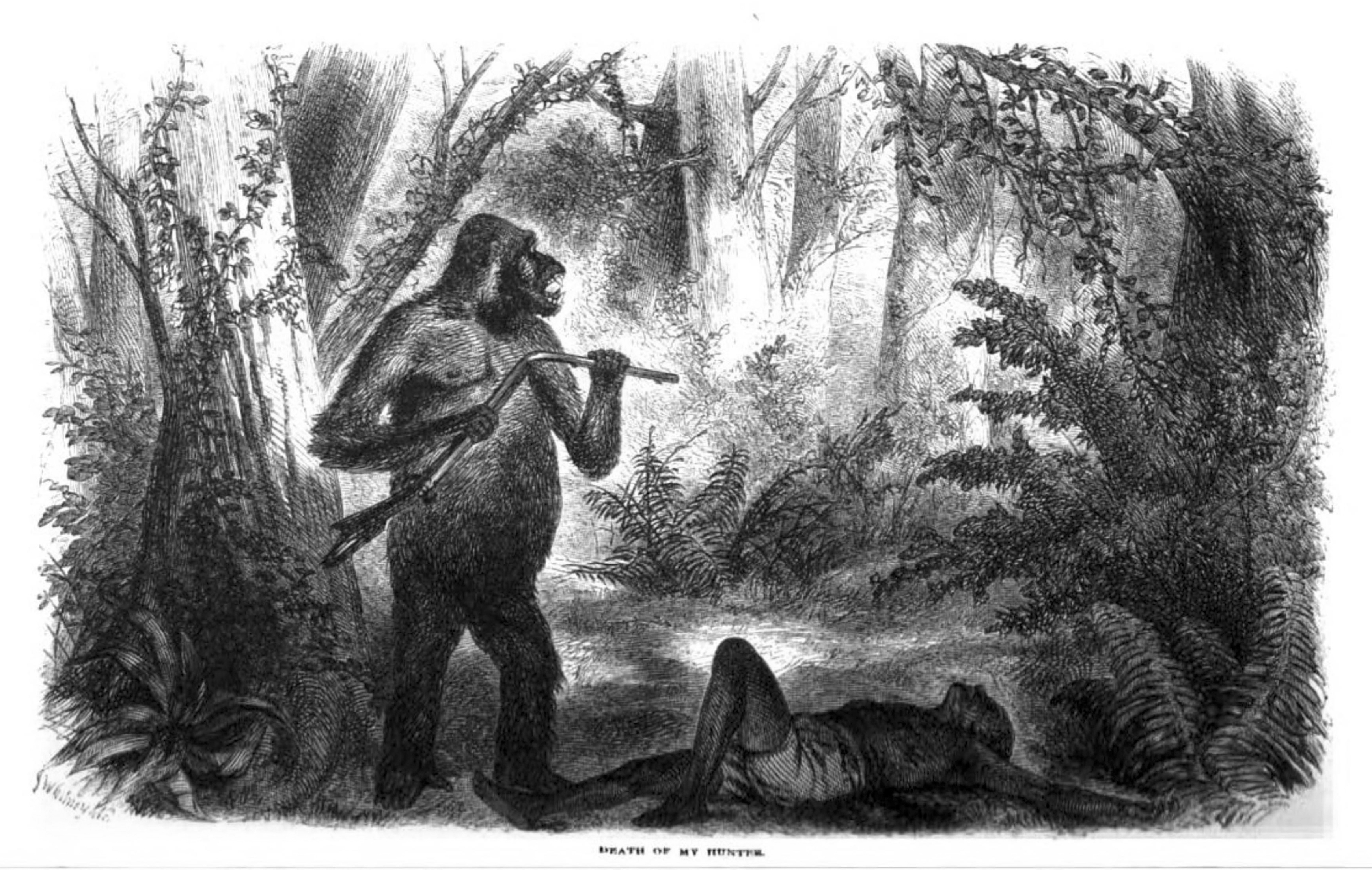
L'illustration des Explorations dont s'inspire Walton Ford.

Le massif montagneux du Chaillu, au centre du Gabon, a été nommé en son honneur.
L'artiste américain Walton Ford s'inspire de l'iconographie des gorilles de Du Chaillu  dans An Encounter with Du Chaillu, une œuvre de  2009.